# Národní galerie Praha
Národní galerie v Praze (zkratka NG), od roku 2018 se prezentující pod názvem Národní galerie Praha a zkratkou NGP, je státní organizace spravující největší sbírku výtvarného umění v Česku. Galerie vznikla ze soukromě iniciované obrazárny, která od konce 18. století veřejně vystavovala původně zapůjčené obrazy, současný charakter získala v 1. polovině 20. století. Umění ze svých sbírek vystavuje ve stálých expozicích a pořádaných výstavách v několika budovách v Praze i mimo ni, které jsou všechny významnými kulturními památkami.

## Historie
Nejstarší předchůdkyní Národní galerie je Obrazárna Společnosti vlasteneckých přátel umění, která začala vznikat jako jedna z hlavních aktivit Společnosti vlasteneckých přátel umění po jejím založení 5. února 1796. Skupinka významných představitelů vlastenecky zaměřené české šlechty (Kolovratové, Šternberkové, Nosticové) společně s několika vzdělanci z řad osvícenského měšťanstva rozhodla pozdvihnout umělecký vkus české veřejnosti. Společnost vlasteneckých přátel umění kromě obrazárny založila roku 1799 i Akademie umění, nejstarší vysokou uměleckou školu v českých zemích. V roce 1918 se Obrazárna Společnosti vlasteneckých přátel umění proměnila v ústřední uměleckou sbírku nového československého státu. Vedení Obrazárny se v roce 1919 ujal Vincenc Kramář, který ji za krátkou dobu proměnil v relativně moderní, odborně spravovanou galerii.
Roku 1902 vznikla další významná instituce – Moderní galerie Království českého ze soukromého nadání věnovaného císařem Františkem Josefem I. Moderní galerie pak začala budovat základní kolekci českého umění 19. a 20. století. Moderní galerie měla český a německý odbor, českému také předsedal Vincenc Kramář.
Cesta ke sloučení obou institucí do jedné státní galerie byla poměrně dlouhá. Zatímco Kramářův pokus o postátnění Moderní galerie roku 1936 byl neúspěšný, stejného roku došlo k zestátnění Obrazárny SVPU a jejímu přejmenování na Státní sbírka starého umění následujícího roku. Za druhé světové války se pro ni neoficiálně používal již dříve se vyskytující pojem Národní galerie. Oficiální protektorátní název byl od roku 1941 Českomoravská zemská galerie, do které byly v roce 1942 převedeny fondy zrušené Moderní galerie. Reorganizace instituce provedené za války byly zpětně potvrzeny Zákonem o Národní galerii až v roce 1949, kterým byl uzákoněn i název Národní galerie v Praze.
V poválečném období se Národní galerie musela vypořádávat s nárůstem objemu sbírek, kdy v ní byly shromažďovány umělecké konfiskáty nejdříve prováděné nacisty, pak komunistickou vládou (církevní majetek, exulanti, političtí vězni), které byly částečně restituovány v letech 1968–1969 a po roce 1989. Po kvalitativní stránce měly větší význam přírůstky z vlastní akvizice a darů, z nichž nejvýznamnější byl odkaz sbírky Vincence Kramáře roku 1959.
Dlouho trvaly i snahy o vlastní budovu galerie. Již za první republiky vznikly například projekty Státní galerie od Josefa Gočára umístěné na Kampě (1923, 1927) a Letné (1935, 1939). I po válce byly pokusy o budovu na Letné v roce 1948 a znovu 1962 po odstranění Stalinova pomníku. Nakonec bylo rozhodnuto o decentralizovaném umístění v různých významných historických budovách v centru Prahy i mimo něj (Zbraslav, Veletržní palác).

### Logo

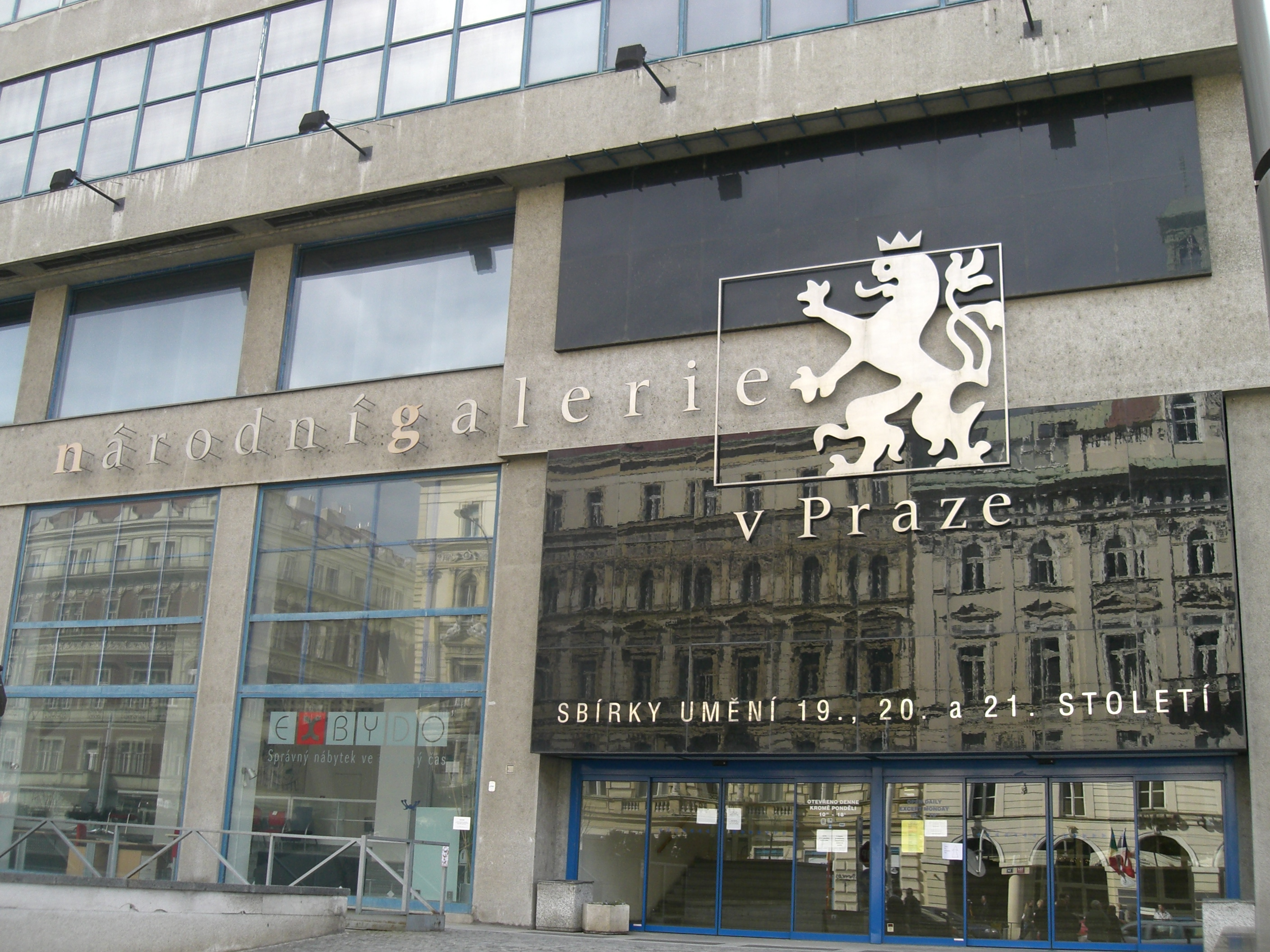
Označení Veletržního paláce z doby Milana Knížáka

Pro národní galerii vytvořil v roce 1962 grafik Jaroslav Šváb černobílé logo tvořené rámečkem, v němž byla zkratka NG a český lev inspirovaný iluminací Pasionálu abatyše Kunhuty. K úpravě loga došlo po nástupu Milana Knížáka na místo ředitele (1999), písmena ng se zmenšila a změnila na minusky, změnila se podoba lva a písmeno n a korunka lva se dostaly mimo rámeček; v barevné variantě byla písmena červeně a zbytek loga světle šedý. Zcela novou vizuální podobu chtěl pro galerii ředitel Jiří Fajt (od 2014), veřejná soutěž v roce 2015 byla zrušena, v druhé soutěži vyhrálo známé studio Najbrt designéra Aleše Najbrta. Vizuální změna měla znamenat přesun od vážné a nepřístupné identity k otevřené, přátelské instituci.

### Seznam ředitelů
- 1945–1959 Vladimír Novotný
- 1960 Jiří Mašín
- 1960–1967 Jan Krofta
- 1967–1990 Jiří Kotalík
- 1991–1993 Lubomír Slavíček
- 1993–1994 Ladislav Daniel
- 1994–1998 Martin Zlatohlávek
- 1999–2011 Milan Knížák
- 2011–2013 Vladimír Rösel
- 2013–2014 Vít Vlnas
- 2014–2019 Jiří Fajt
- 2019 Ivan Morávek
- 2019–2020 Alena Anne-Marie Nedoma
- od 2021 Alicja Knast

## Poslání
Národní galerie Praha je výzkumnou organizací, jejímž hlavním účelem je provádět základní i aplikovaný výzkum a experimentální vývoj a šířit jejich výsledky prostřednictvím vědeckých publikací, výstav, výukových programů, metodik, příp. převodem technologií. Prvotní myšlenka, stojící u zrodu NGP, je přítomná ve všech složitých peripetiích jejího vývoje: prostřednictvím uměleckých děl povznést ducha národa. V tomto ideálu lze vidět poslání NGP i v současné době.

## Doprovodná činnost

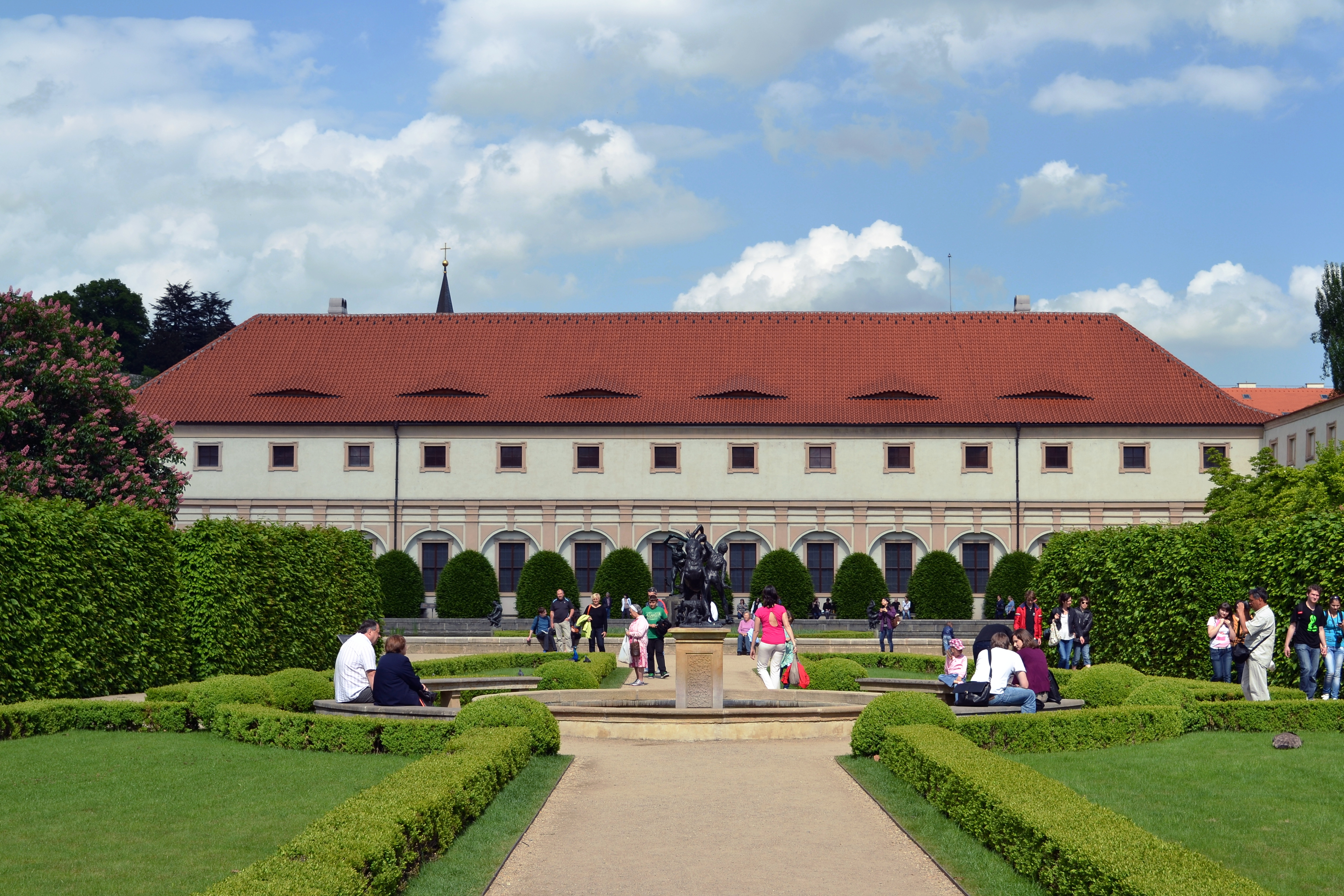
Valdštejnská jízdárna na Malé Straně

Posláním Národní galerie Praha je přiblížit umění široké veřejnosti. Děje se tak mimo jiné pomocí vzdělávacích programů vedených profesionálním týmem lektorů. Oddělení vzdělávání NGP nabízí návštěvníkům galerie širokou škálu programů od komentovaných prohlídek, přednášek, debat, ale i výtvarných a jiných dílen, seminářů a kurzů. Součástí doprovodného programu k aktuálním výstavám a stálým expozicím jsou komentované prohlídky s autory výstav, kurátory, odbornými lektory a předními specialisty na danou problematiku. Program NGP dětem se pak zaměřuje na nejmenší, a pravidelně pořádá herny.

## Budovy

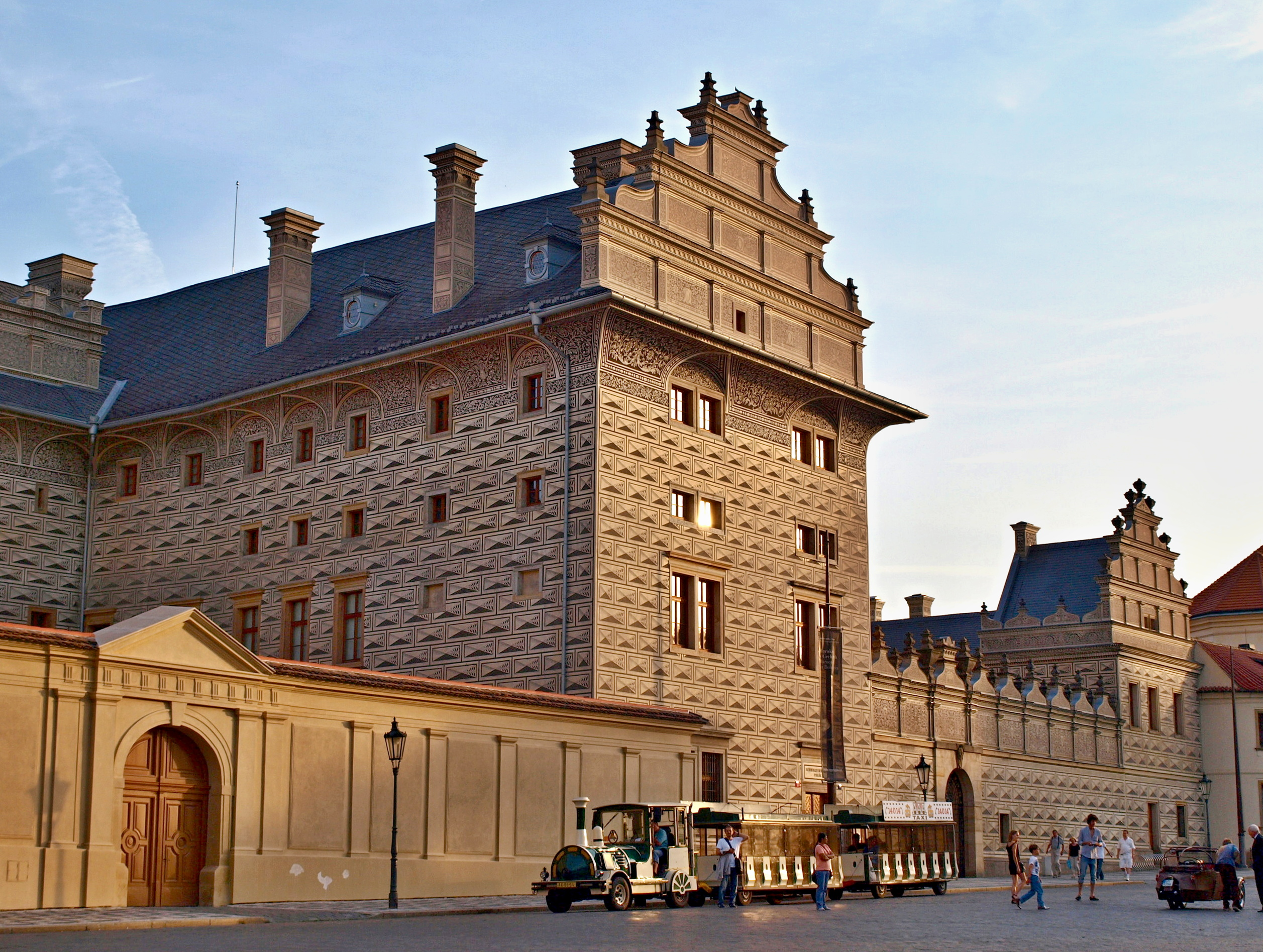
Schwarzenberský palác – umění 16.–18. století

- Veletržní palác (Dukelských hrdinů 47 Praha 7)
- Šternberský palác (Hradčanské náměstí 15, Praha 1)
- Schwarzenberský palác (Hradčanské náměstí 2, Praha 1)
- Salmovský palác (Hradčanské náměstí 1, Praha 1)
- Palác Kinských (Staroměstské náměstí 12, Praha 1)
- Klášter sv. Anežky České ( U Milosrdných 17, Praha 1)
- Valdštejnská jízdárna (Valdštejnská 3, Praha 1)
- Český a Slovenský pavilon v Benátkách (Giardini di Castello, Benátky)
- Zámek Fryštát (objekt Lottyhaus, Masarykovo nám., 733 24 Karviná-Fryštát)
- Zámek Žďár nad Sázavou (Zámek 1, Žďár nad Sázavou)

## Výstavní prostory
Národní galerie Praha spravuje nejrozsáhlejší umělecké sbírky v Česku, které jsou umístěny v depozitářích a částečně v expozicích, které jsou přístupné veřejnosti:

### Sbírka moderního a současného umění
- 1930–současnost: České moderní umění – Veletržní palác

Českou výtvarnou tvorbu po roce 1930 reprezentují díla Františka Muziky, Josefa Šímy, Jindřicha Štyrského, Toyen, Zdeňka Sklenáře, Jana Kotíka nebo Václava Bartovského. Expozice mapuje i umělecké tendence od 60. let do současnosti – Informel, Akční umění, Novou citlivost i postmodernu. Přízemí Veletržního paláce, vyjma Velké dvorany, pak po celý rok přístupné zdarma, představuje periodické projekty současného umění.

### Sbírka umění 19. století a klasické moderny
- 1796–1918: Umění dlouhého století – Veletržní palác

Koncepce expozice je založena na tématech, která jsou pro umění dané doby typická a charakteristická. Součástí expozice jsou obrazy Gustava Klimta, Egona Schieleho, Edvarda Muncha, Eugena Delacroixe, Paula Gauguina, Vincenta van Gogha či Pabla Picassa.
- 1918–1938: První republika – Veletržní palác

Součástí expozice jsou vedle obrazů a plastik předních českých, slovenských, českoněmeckých a karpatoruských umělců (Václav Špála, Josef Čapek, Jindřich Štyrský, Toyen ad.) také díla z proslulé francouzské sbírky (Paul Gauguin, Henri Rousseau, Pablo Picasso, Vincent van Gogh, ad.), kterou československý stát nakoupil krátce po svém založení ve 20. a 30. letech 20. století.

### Sbírka starého umění

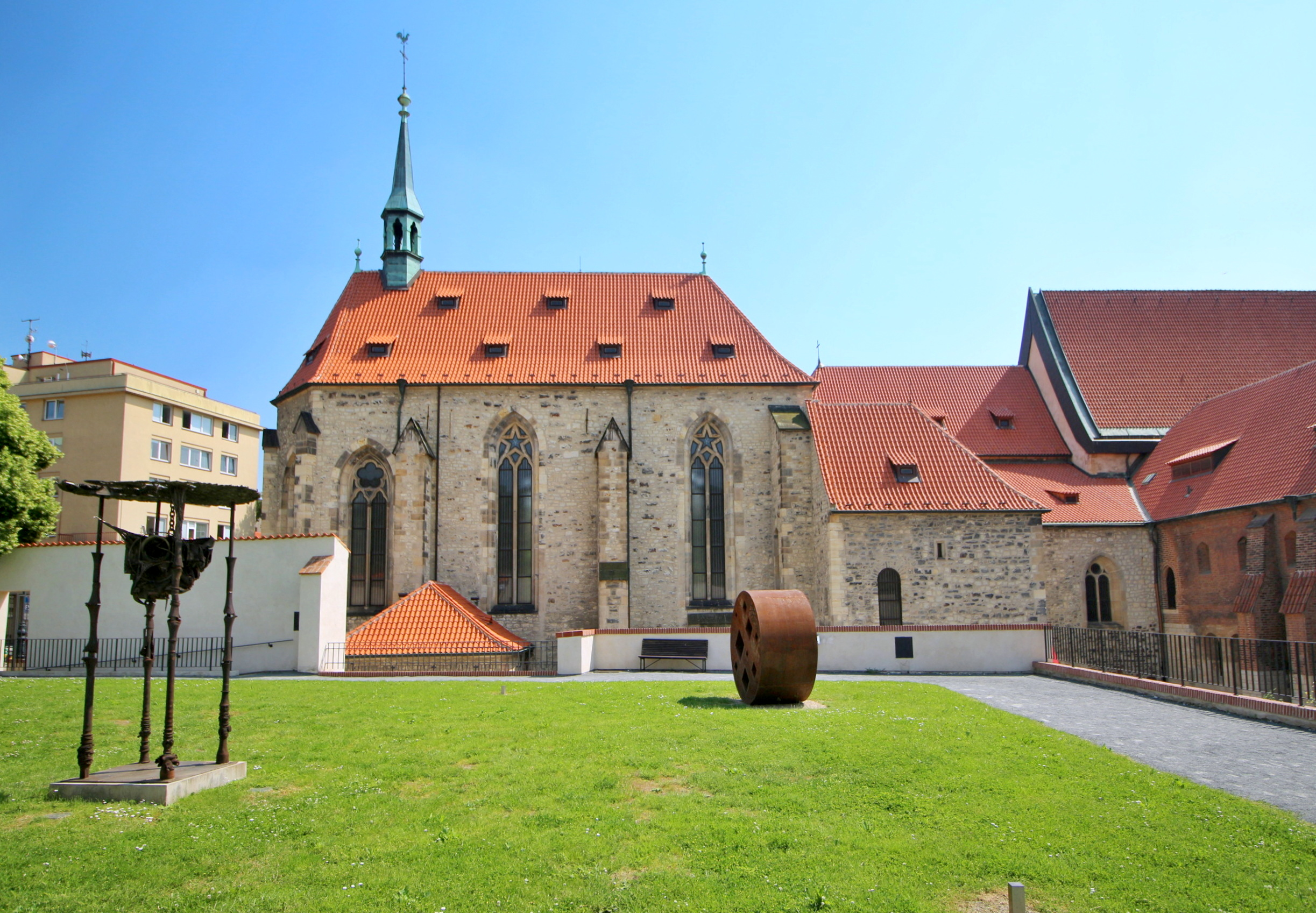
Anežský klášter s expozicí středověkého umění

- Středověké umění v Čechách a střední Evropa 1200–1550 – Klášter sv. Anežky České

Expozice prezentuje na více než dvou stech exponátech z oboru malířství, sochařství a uměleckého řemesla proměny formy a funkce výtvarného díla během tří staletí. Exponáty provenienčně spjaté s českými zeměmi doplňují díla vytvořená v širším středoevropském regionu. Mezi špičkové exponáty expozice a poklady národního kulturního dědictví patří díla z období vlády Lucemburků.
- Staří mistři I – Schwarzenberský palác

Základní časový rámec expozice tvoří období od 16. do 18. století. Expozice představuje výběr nejvýznamnějších mistrovských děl ze Sbírky starého umění (Hans von Aachen, Petr Brandl, Matyáš Bernard Braun, Lucas Cranach, Adriaen de Vries, Albrecht Dürer, El Greco, Francisco José Goya, Hans Holbein, Jan Gossaert zvaný Mabuse, Rembrandt van Rijn, Jusepe de Ribera, Bartholomäus Spranger, Karel Škréta, Simon Vouet, Michael Leopold Willmann a jiní).
- Staří mistři II – Šternberský palác

V expozici je kolekce italské malby 14. a 15. století, instalace renesančního a barokního malířství (Alessandro Allori, Jacopo Bassano, Luca Giordano), včetně souboru nizozemského, vlámského a holandského malířství z období 15.⁠ až 18. století (Pieter II. Brueghel, Peter Paul Rubens, Anthony van Dyck, Rachel Ruysch, Gerard Ter Borch, Nicolaes Eliasz Pickenoy, Hans Raphon), soubor norimberského malířství a vybraná díla vzniklá na území současného Německa z období 15.⁠ až 18. století (Hans Baldung Grien), soubor umělecké produkce německých a rakouských zemí z 17. a 18. století (Georg Flegel, Paul Troger, Johann Carl Loth, Johann Michael Rottmayr) a menší soubor francouzského a španělského umění 17. a 18. století (Pierre Mignard, Bartolomé Esteban Murillo).

### Sbírka grafiky a kresby

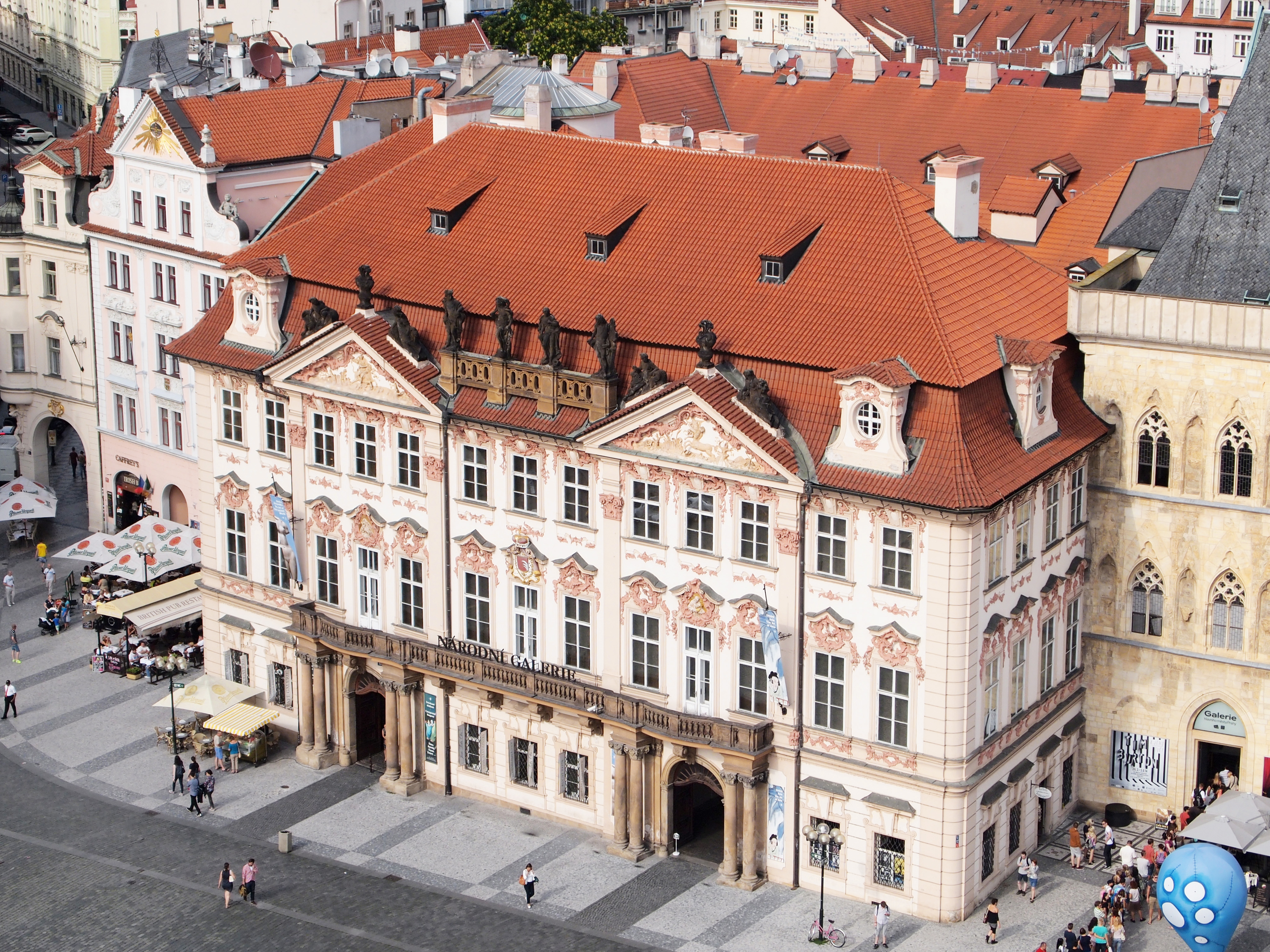
Palác Kinských – sbírka grafiky a kresby

Sbírka grafiky a kresby Národní galerie Praha náleží mezi první desítku největších a nejvýznamnějších grafických sbírek v Evropě. Svým počtem kolem 450 tisíc grafik a kreseb a zlomků iluminovaných rukopisů od středověku do současnosti je největší sbírkou Národní galerie.
Díky bohatství a pestrosti sbírkového fondu lze prezentovat díla nejrůznějších období a stylů. Protože však umělecké práce na papíře nelze dlouhodobě vystavovat, bývá obsah sbírek pravidelně prezentován v krátkodobých výstavách a v grafických kabinetech ve Veletržním paláci. Depozitář, studovna a knihovna sbírky grafiky a kresby se nachází v paláci Kinských.

### Krátkodobé výstavy
Prostory pro časově omezené výstavy se nacházejí ve většině budov Národní galerie.

## Vybrané výstavy
Mezi nejúspěšnější výstavní projekty Národní galerie Praha patří přehlídka celoživotního díla Františka Kupky ve Valdštejnské jízdárně, retrospektiva Gerharda Richtera či výstava francouzského impresionismu v paláci Kinských. Úspěšná byla také přehlídka děl Františka Skály ve Valdštejnské jízdárně, která jako první překonala stotisícovou návštěvnost. Velká dvorana Veletržního paláce pak hostila dva velmi úspěšné projekty – monumentální instalaci Kathariny Grosse a dílo Zákon cesty od nejslavnějšího čínského umělce současnosti Aj Wej-weje. Mezi velmi oblíbené akce Národní galerie Praha také patří zahájení nových výstavních sezón Veletržního paláce – tzv. Grand Opening.

## Vybraná díla

### Středověké umění v Čechách a střední Evropa 1200–1550 (klášter sv. Anežky České)

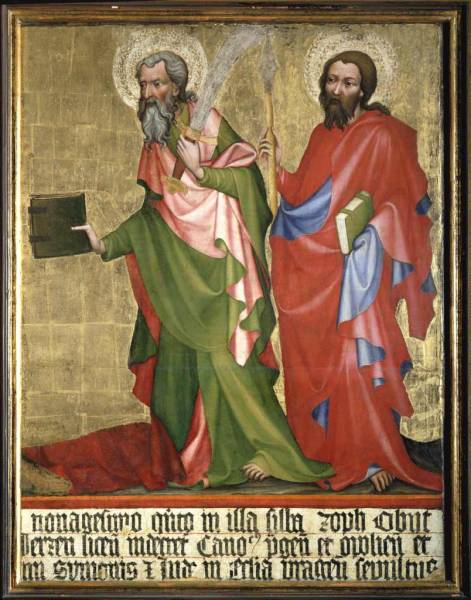
Neznámý autor – Epitaf Jana z Jeřeně
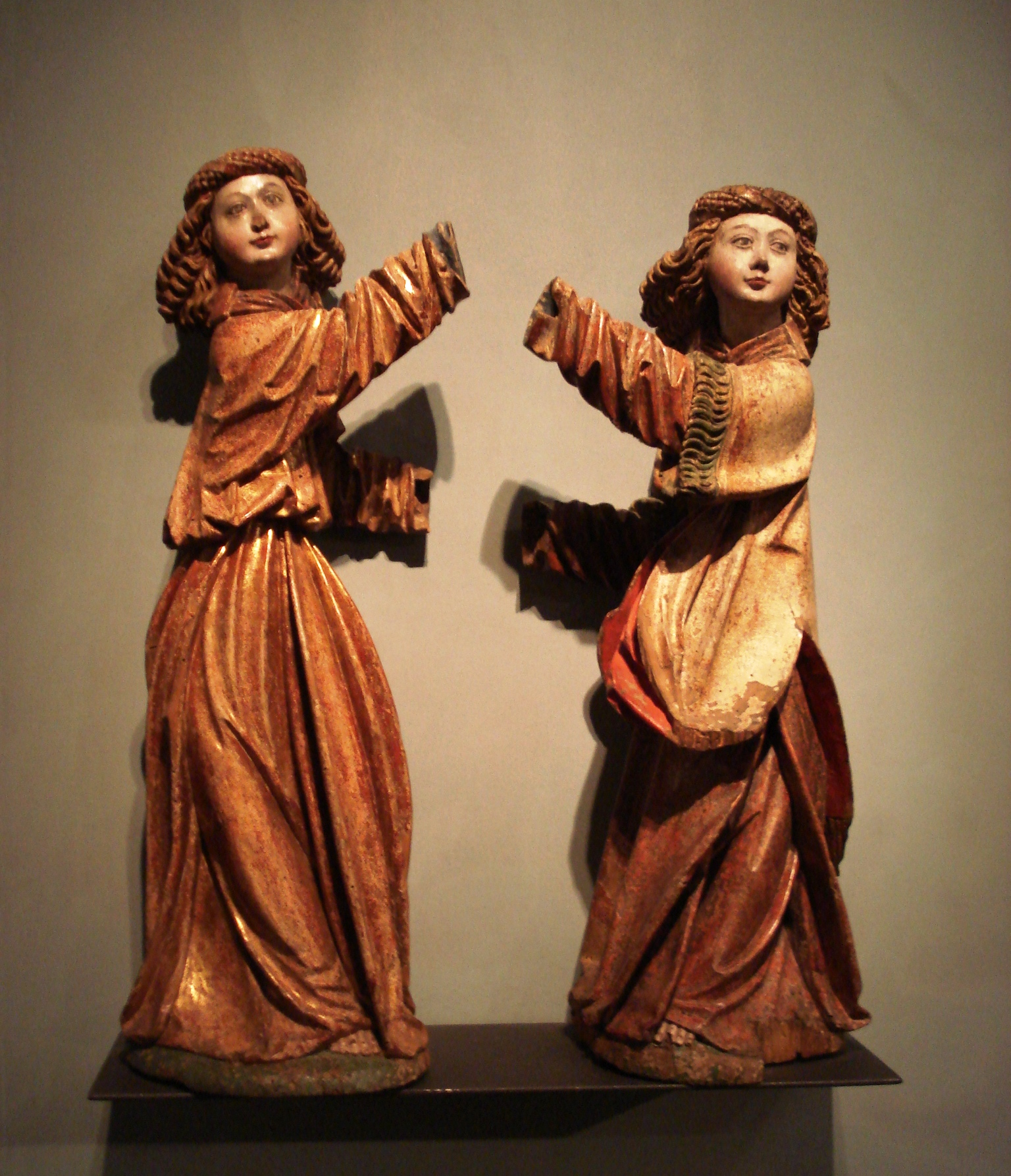
Neznámý autor – Andělé
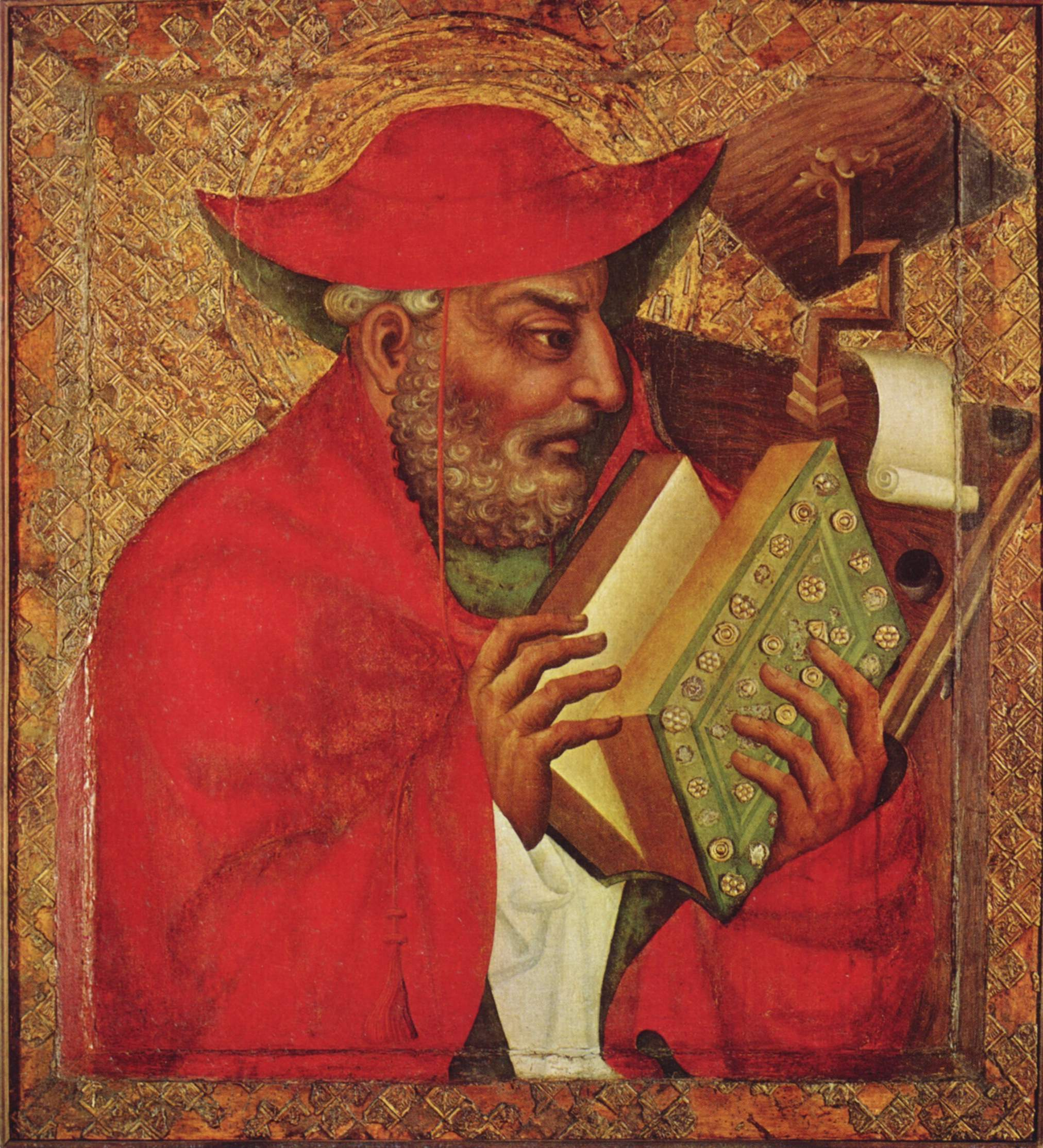
Mistr Theodorik – Svatý Jeroným
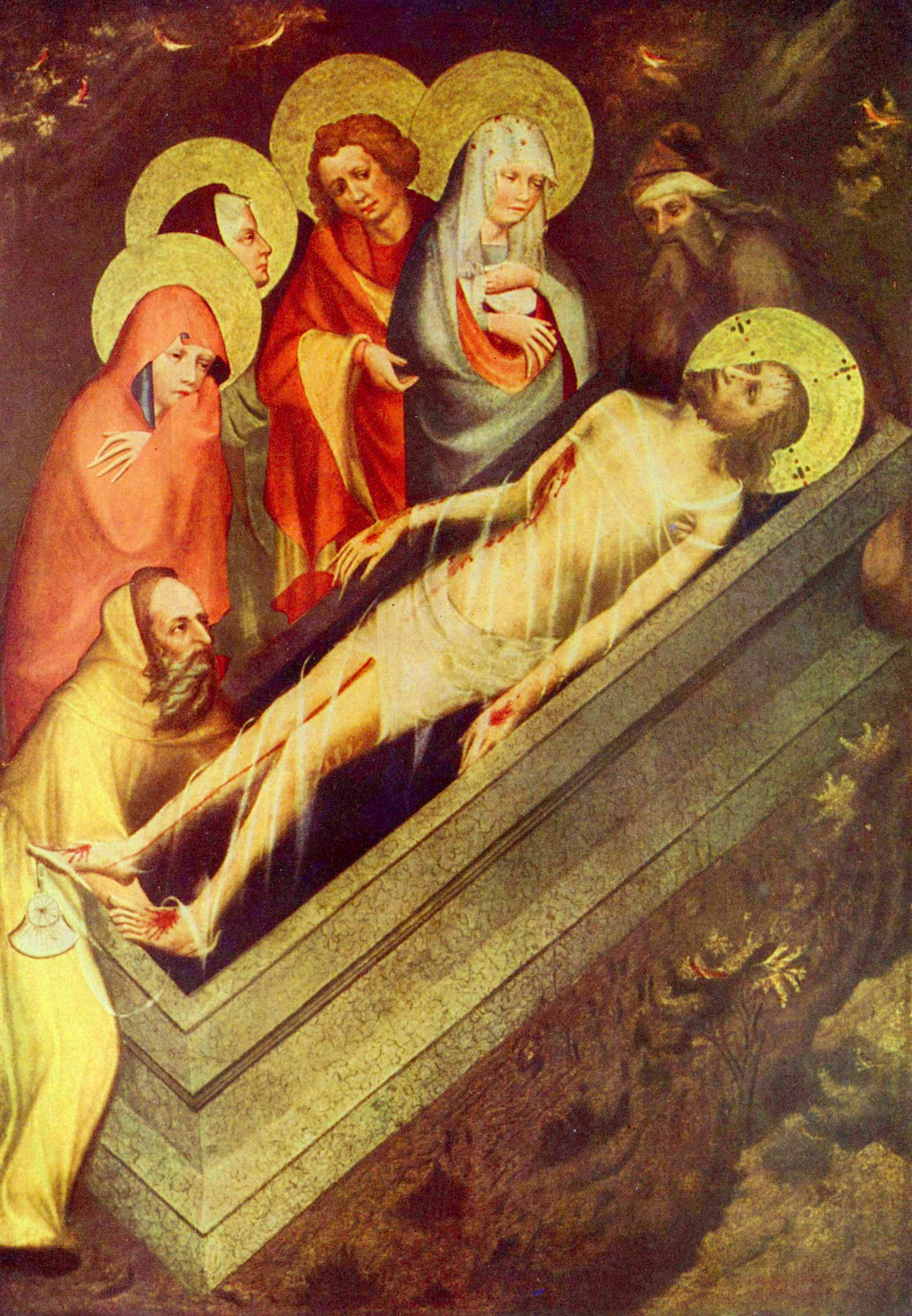
Mistr Třeboňského oltáře – Uložení Krista do hrobu
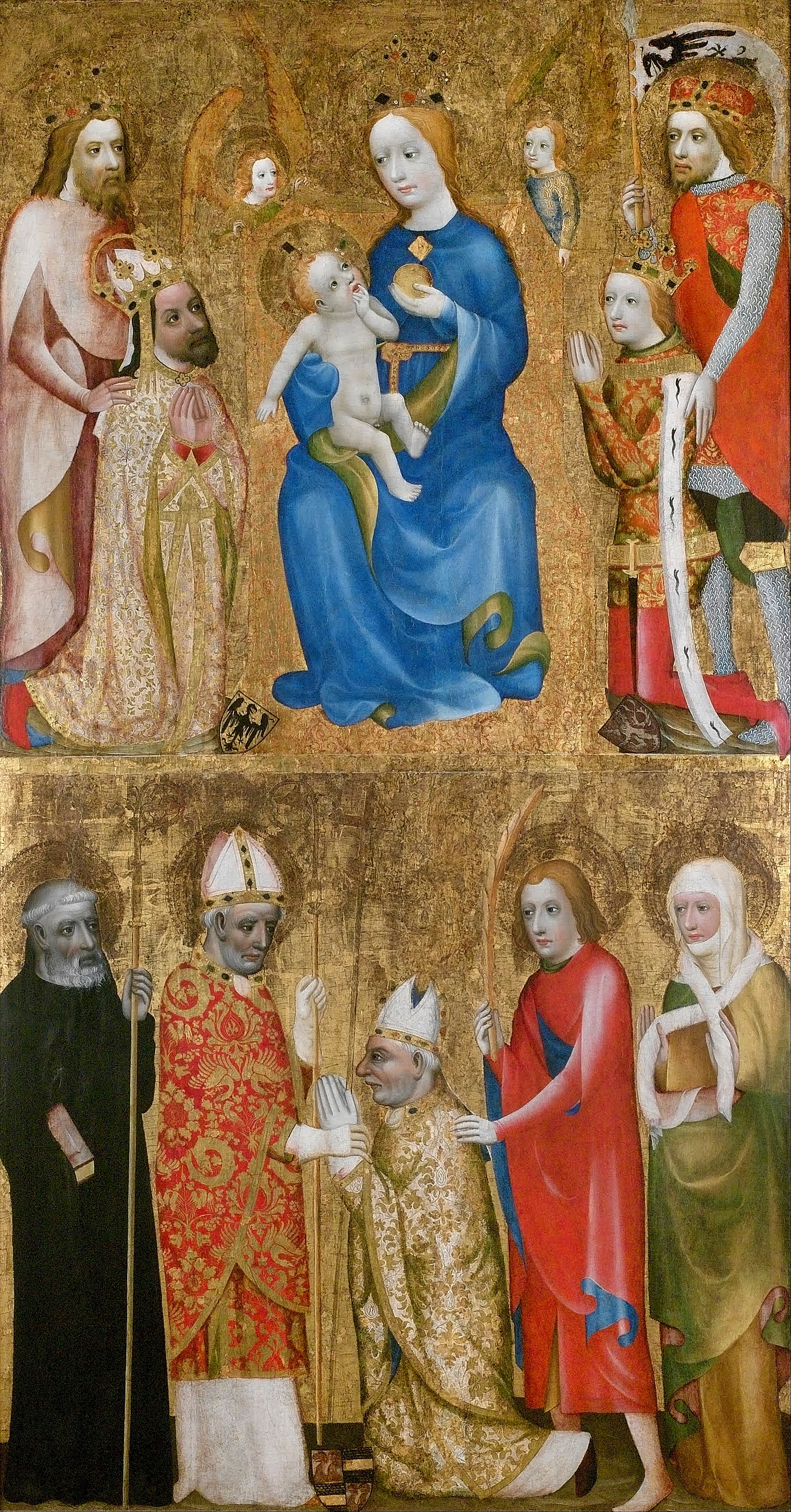
Neznámý autor - Votivní obraz Jana Očka z Vlašimi
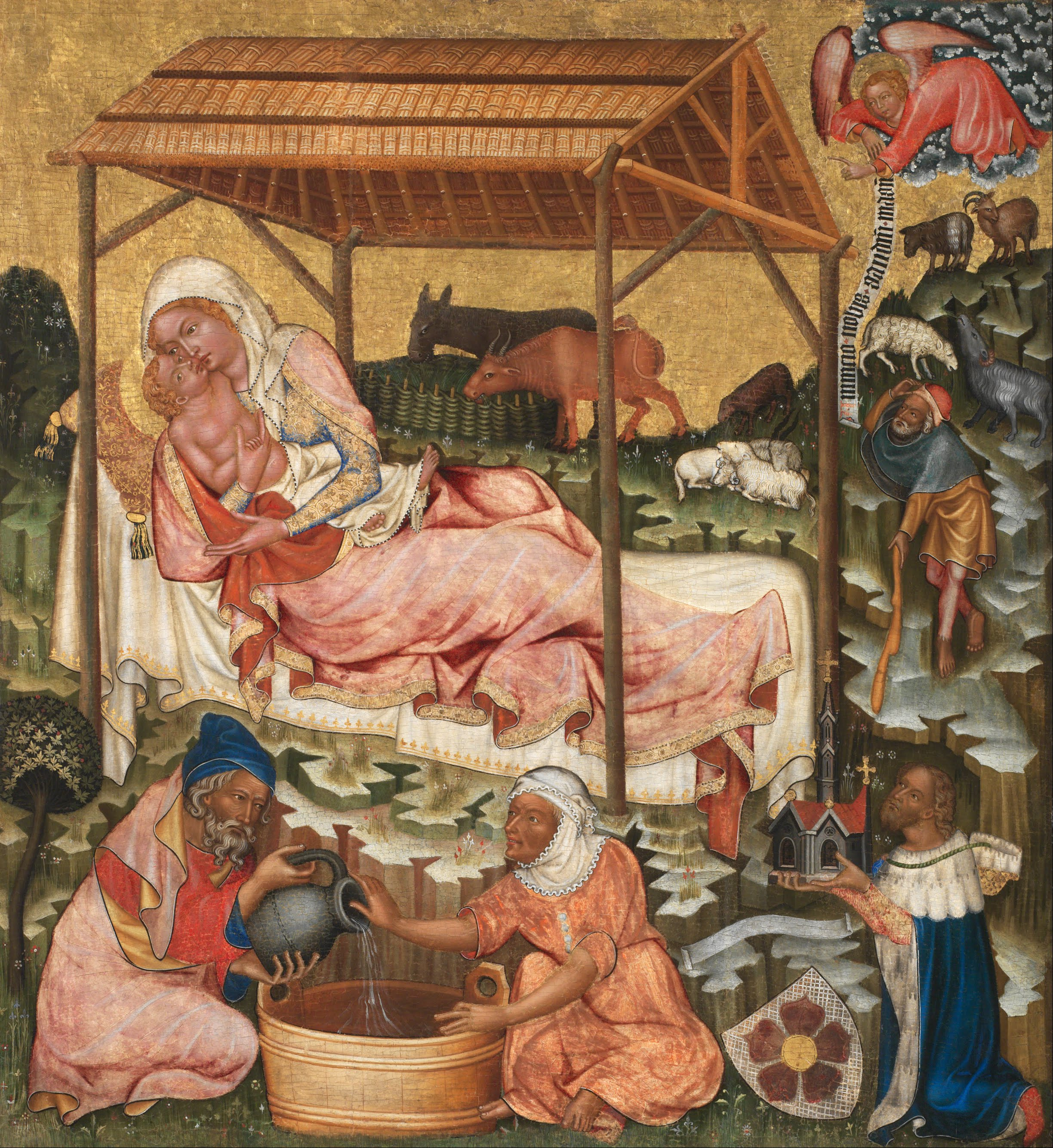
Mistr vyšebrodského oltáře - Narození Páně

### Staří mistři I (Schwarzenberský palác)

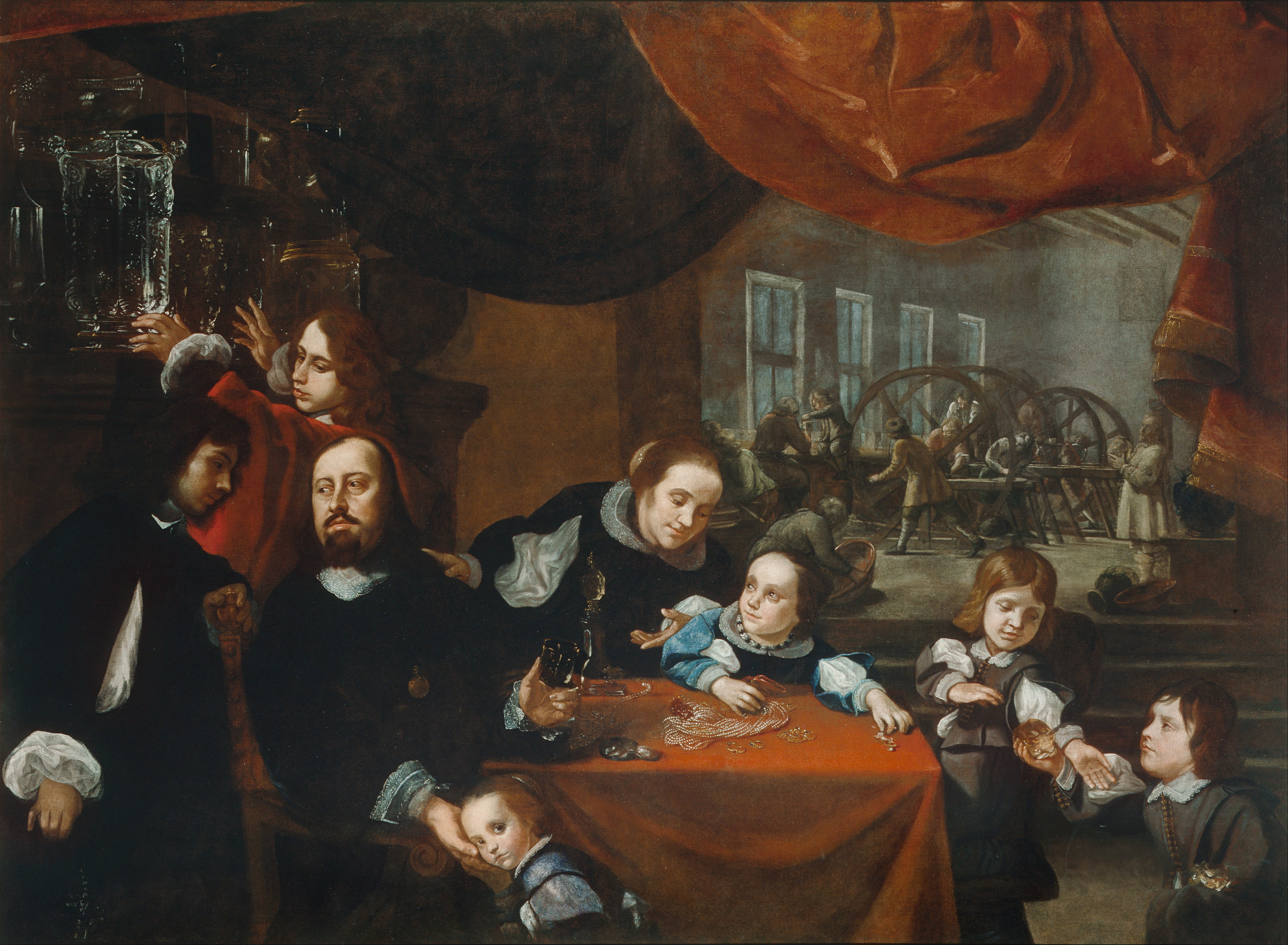
Karel Škréta - Podobizna řezače drahokamů Dionysia Miseroniho a jeho rodiny
Lucas Cranach starší - Zákon a milost
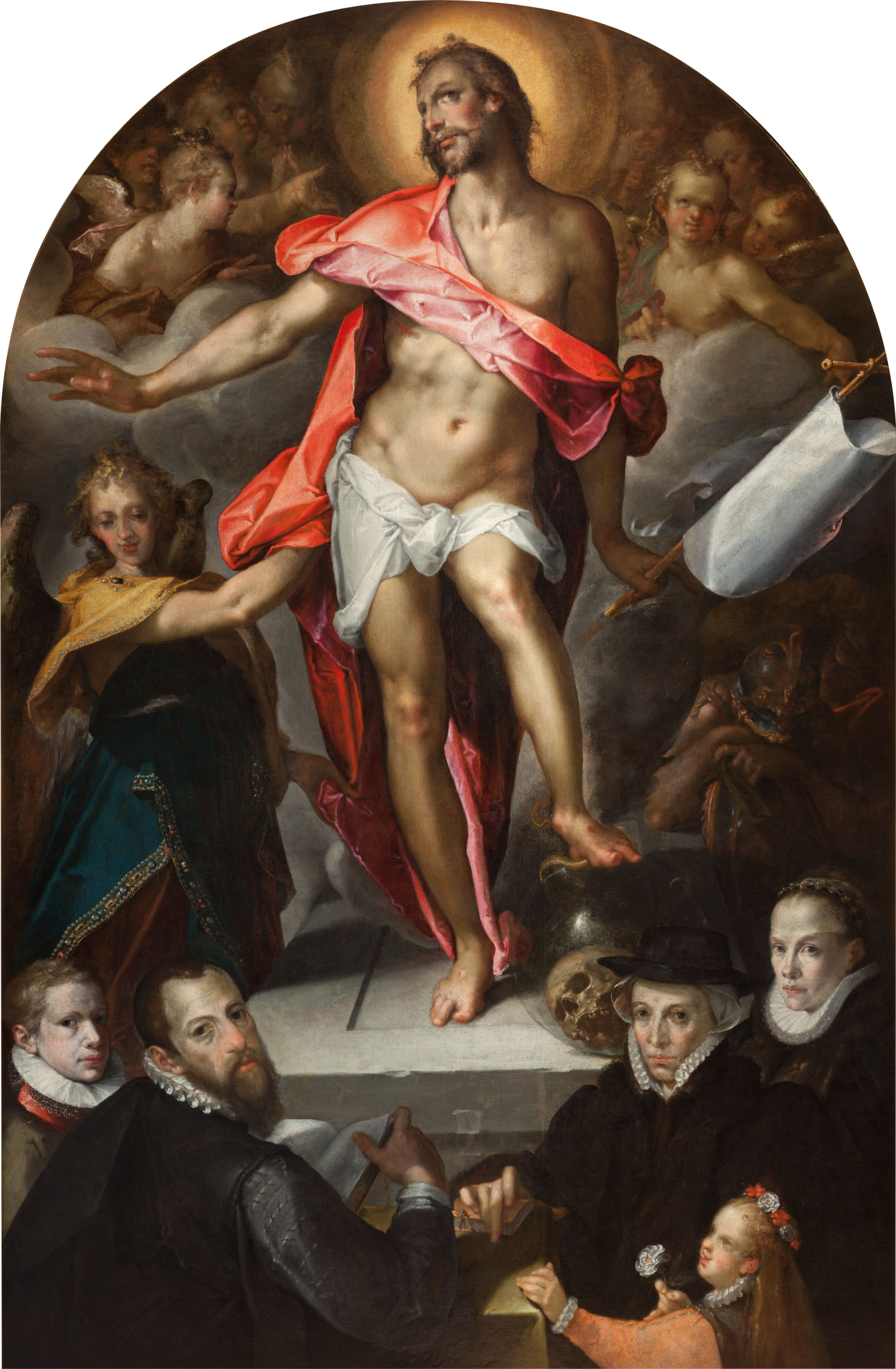
Bartholomeus Spranger - Epitaf pražského zlatníka Mikuláše Müllera
Lucas Cranach starší - Adam a Eva
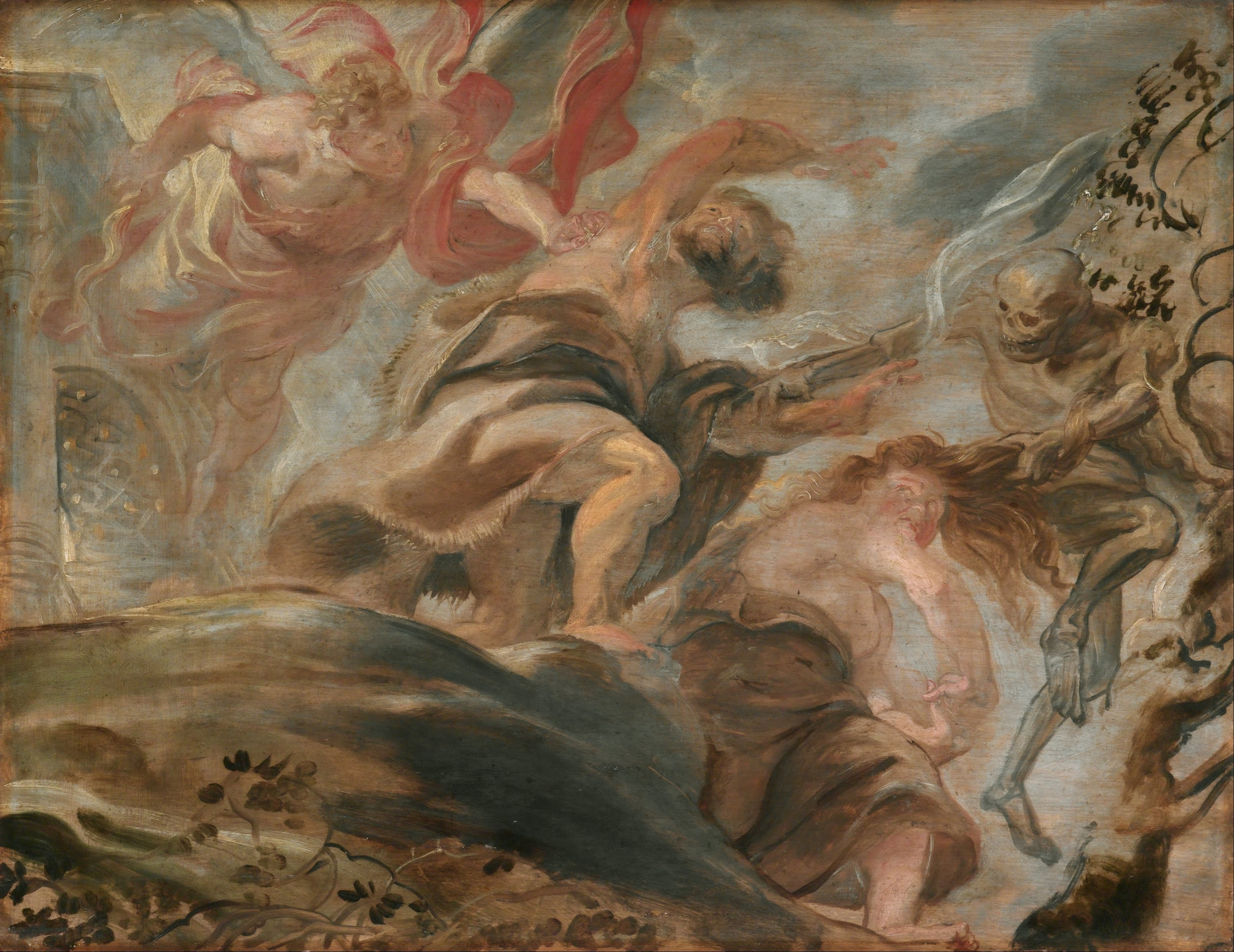
Peter Paul Rubens - Vyhnání z ráje
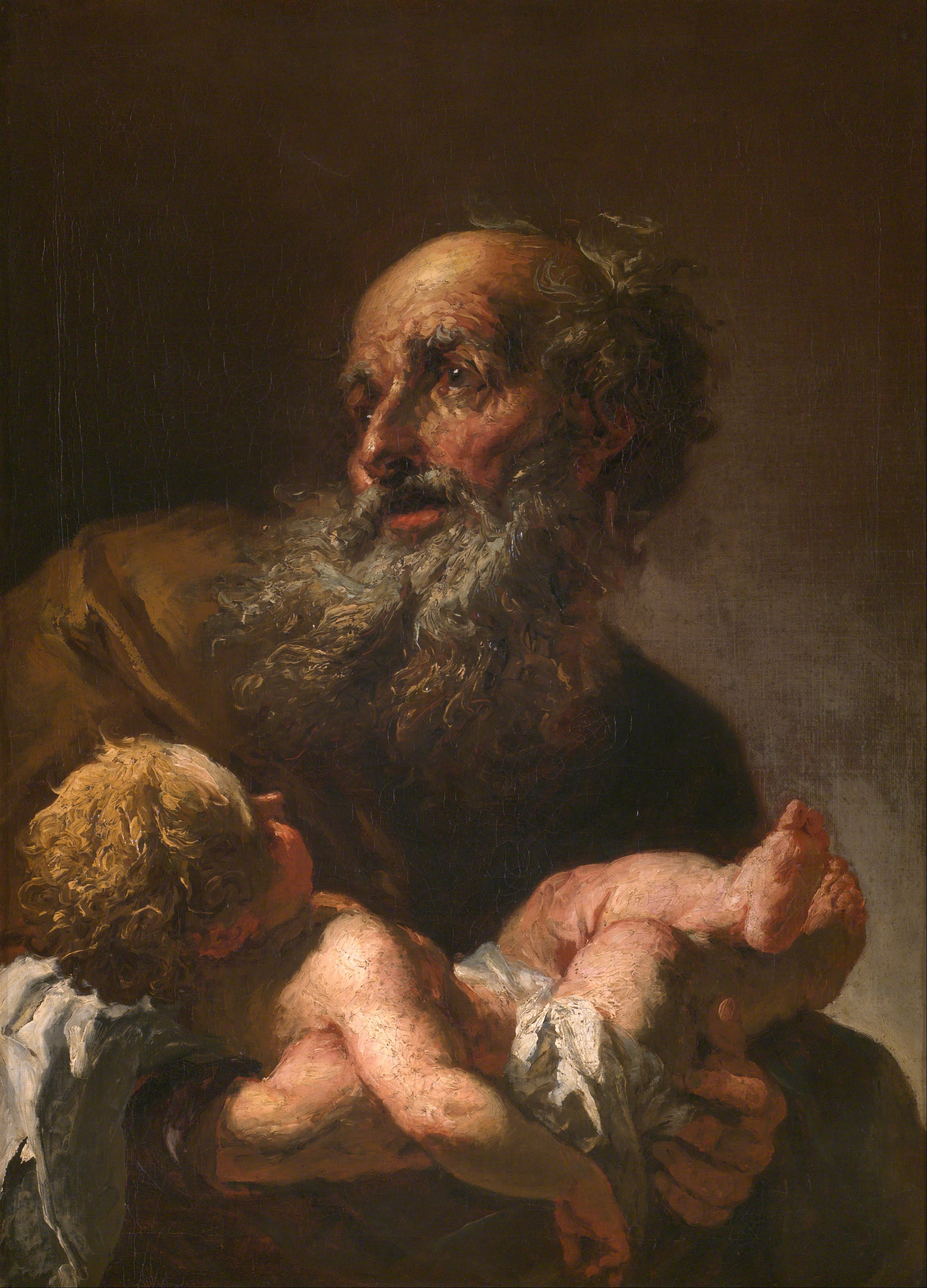
Petr Brandl - Simeon s Ježíškem

### Staří mistři II (Šternberský palác)

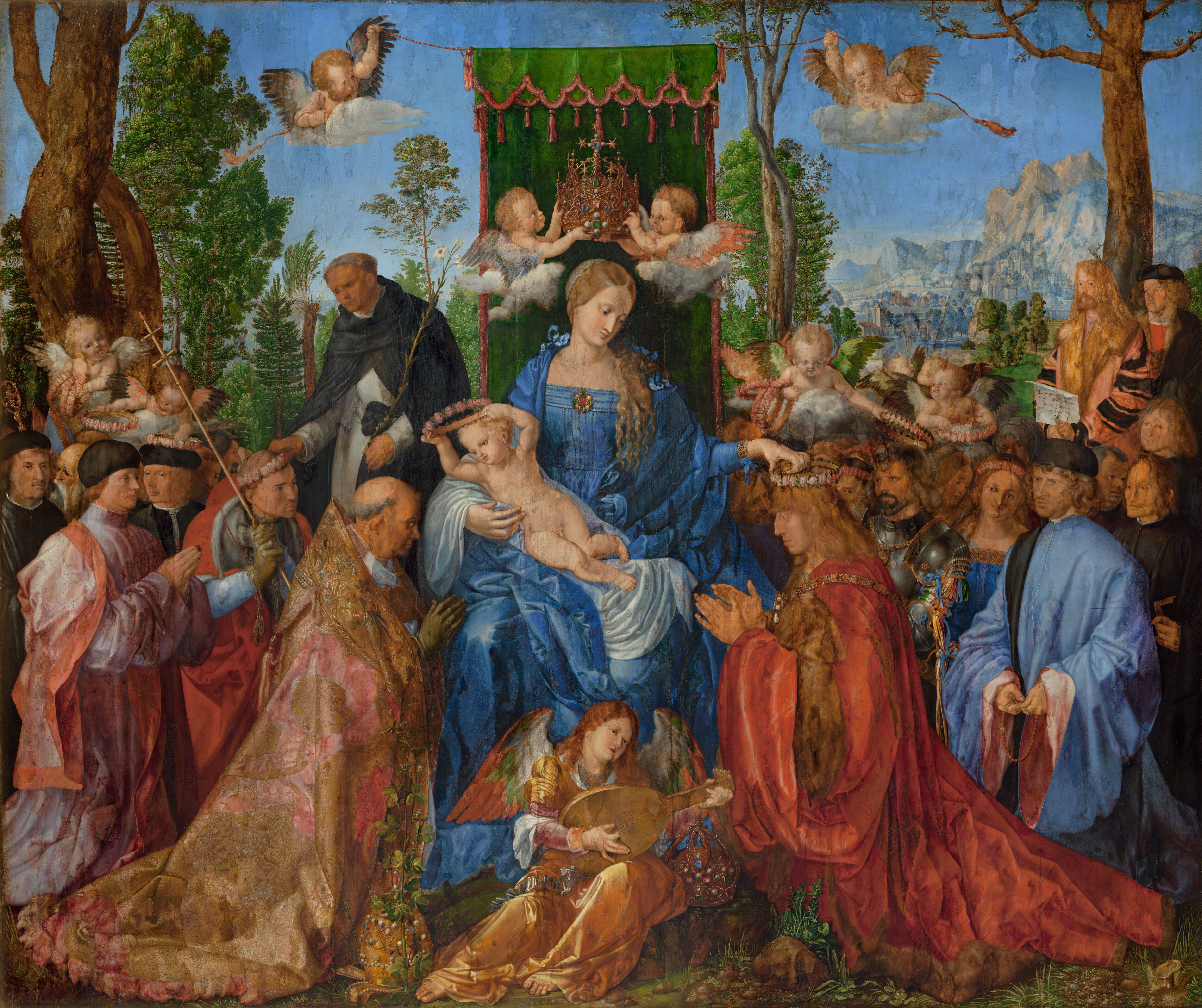
Albrecht Dürer - Růžencová slavnost
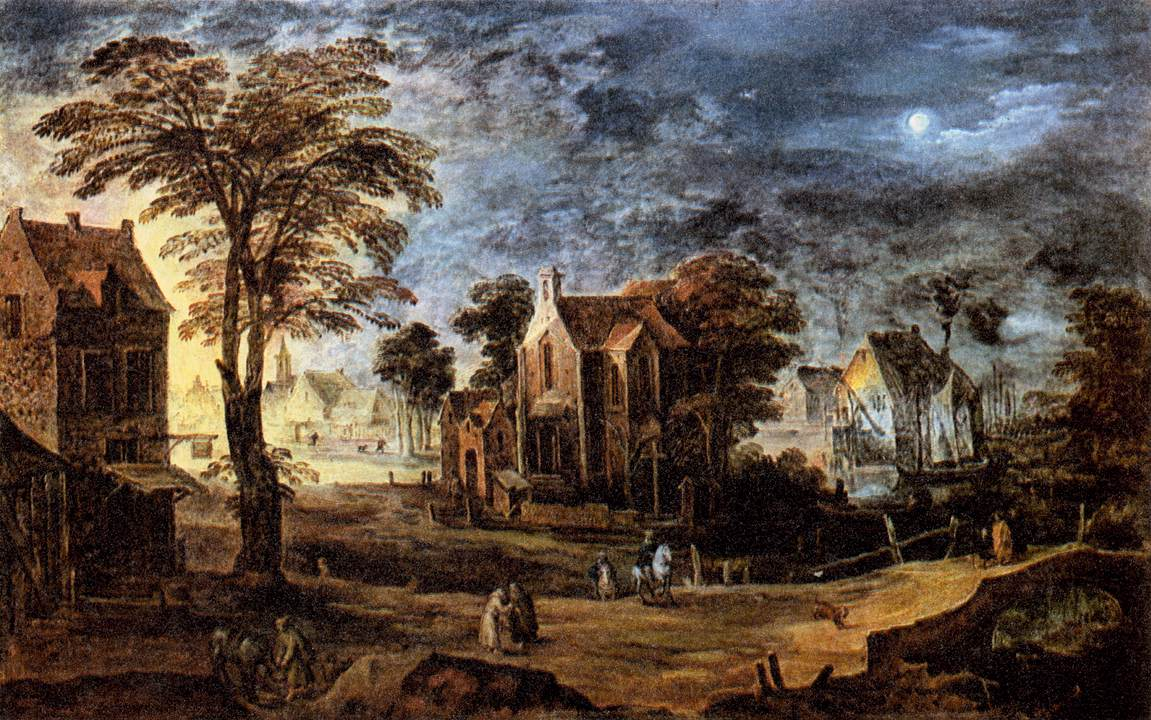
Joos de Momper - Vesnice za úplňku
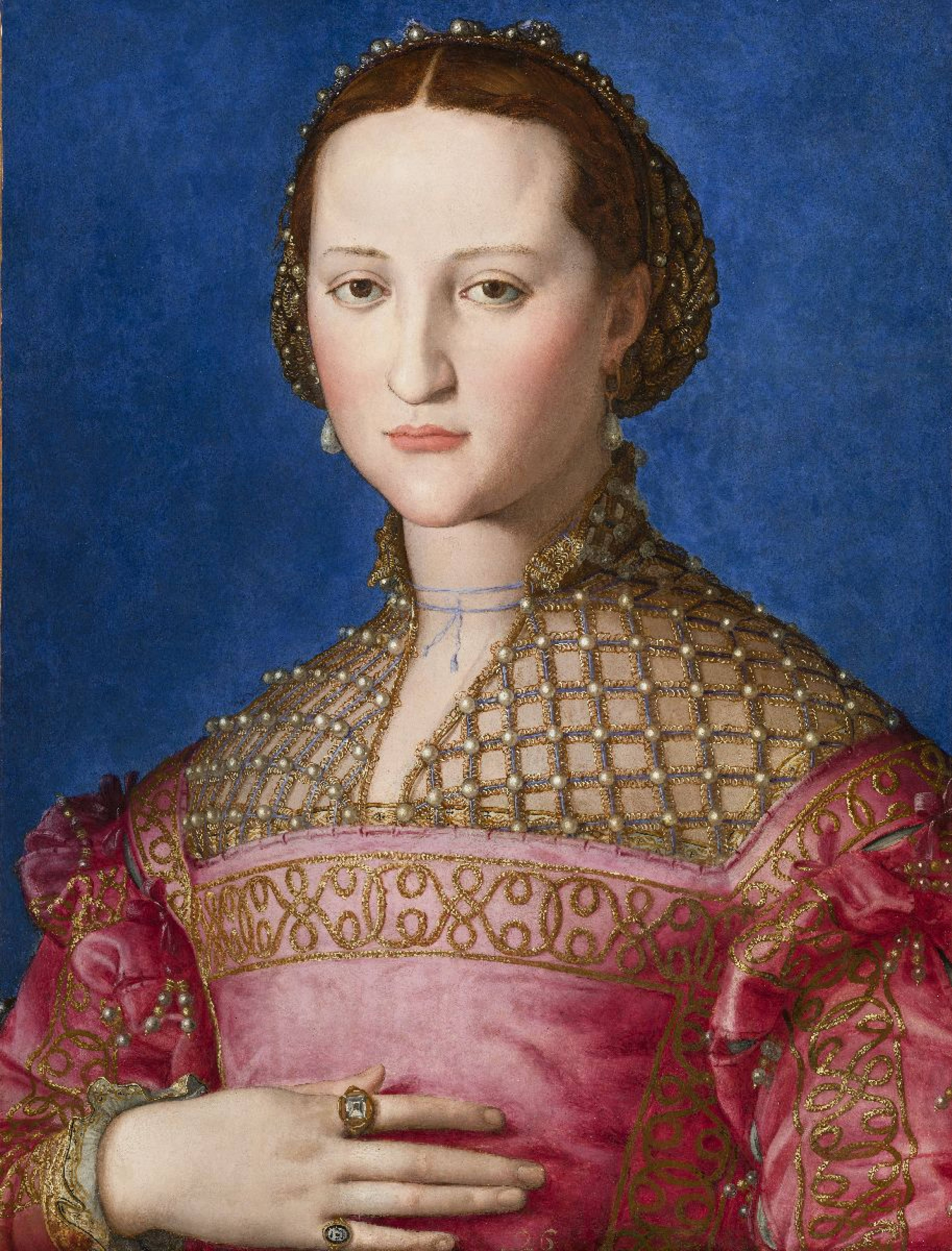
Agnolo Bronzino - Portrét Eleonory z Toleda
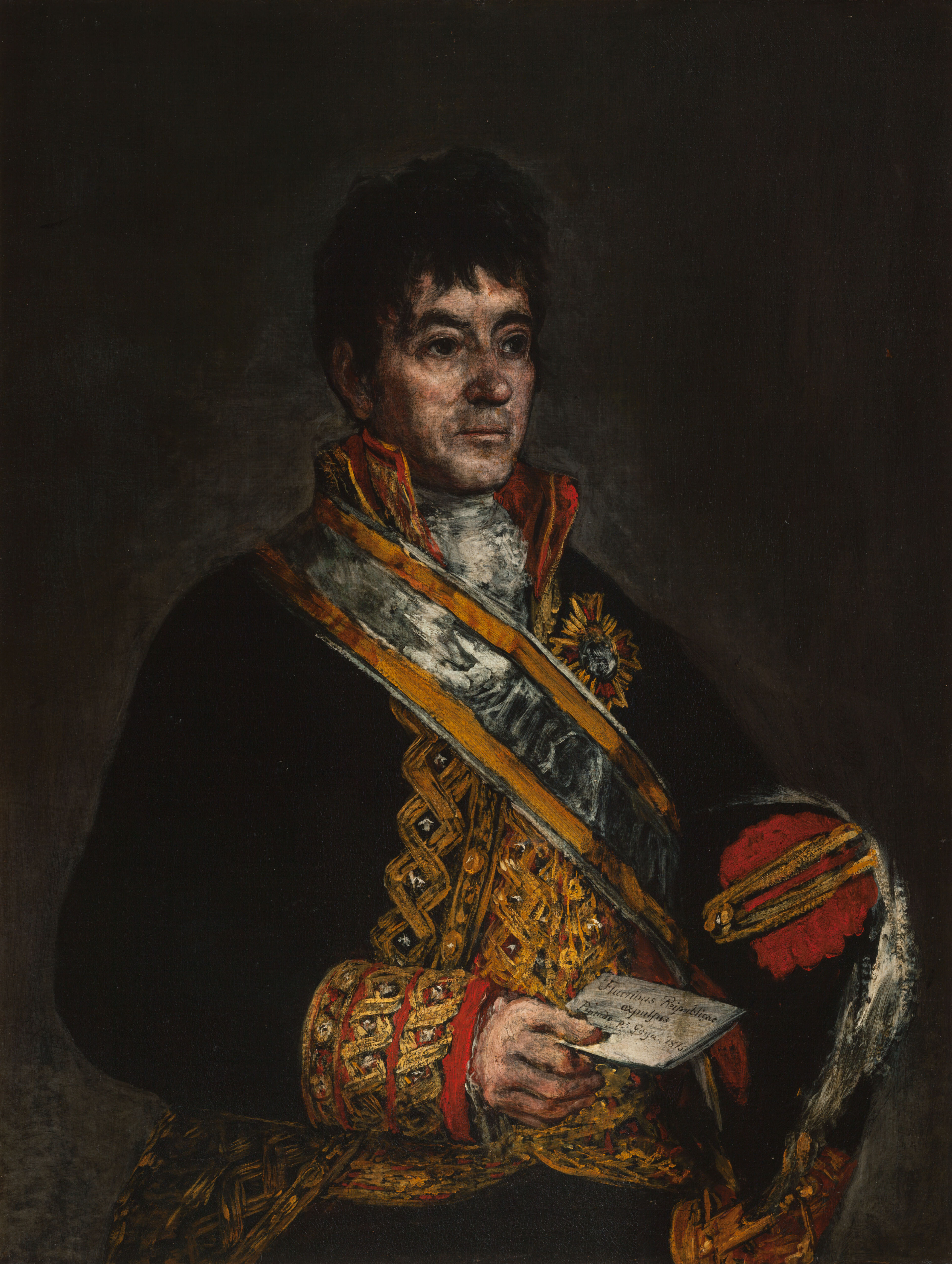
Francisco Goya - Podobizna Dona Miguela de Lardizábal
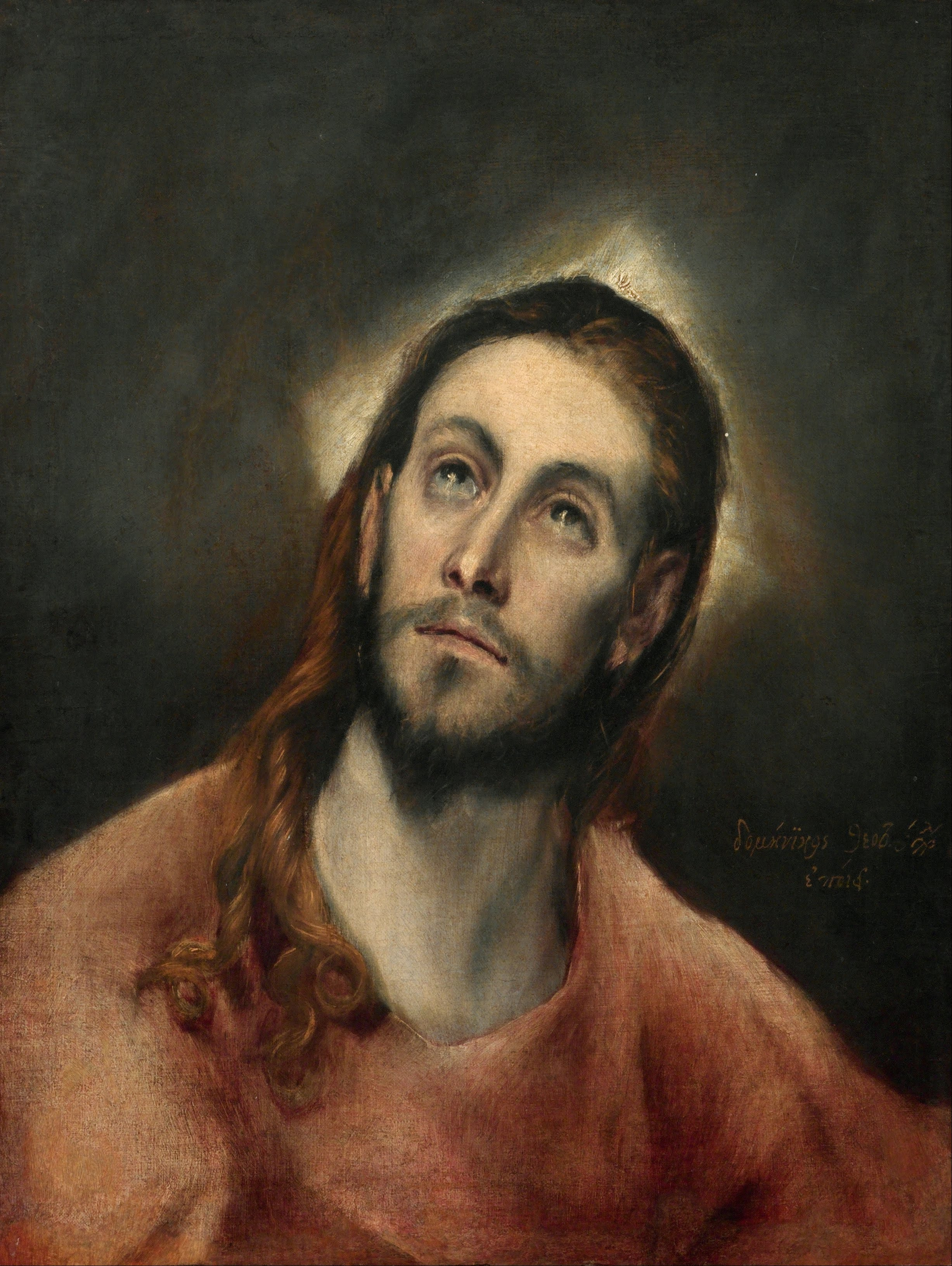
El Greco - Modlící se Kristus
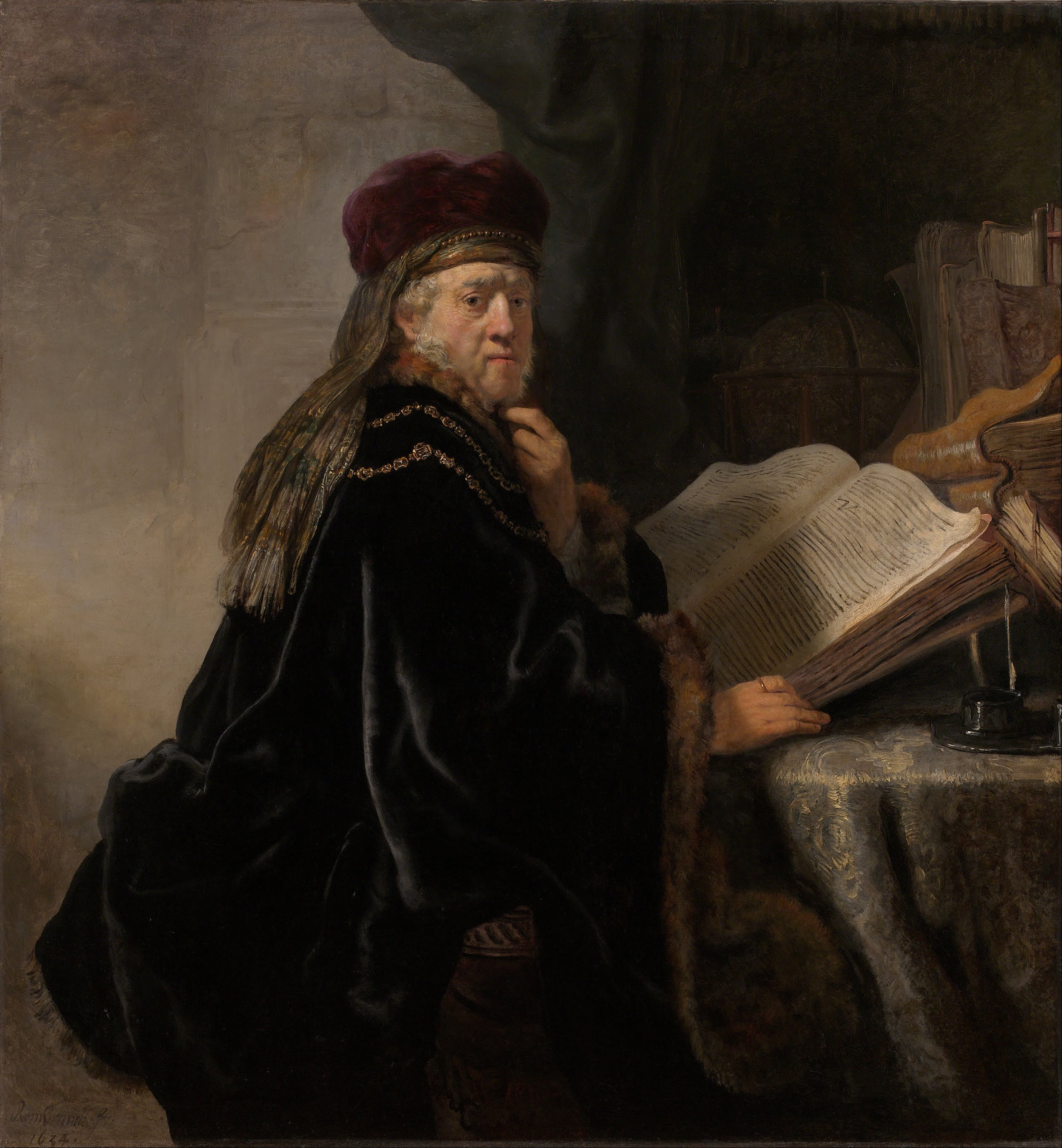
Rembrandt - Učenec ve studovně

### Umění 19. století a klasická moderna (Veletržní palác)

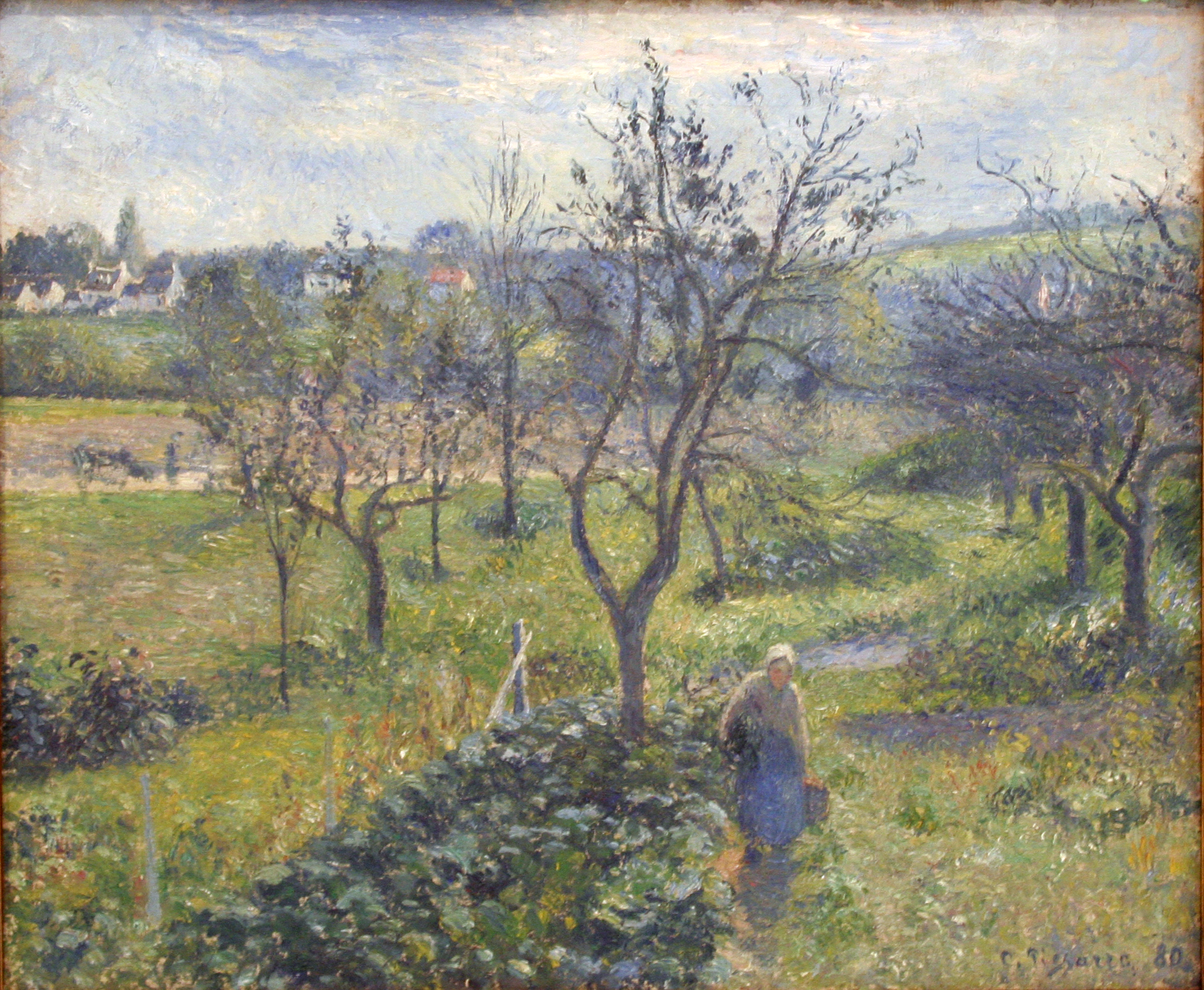
Camille Pissarro – Zahrada ve Valhermeil
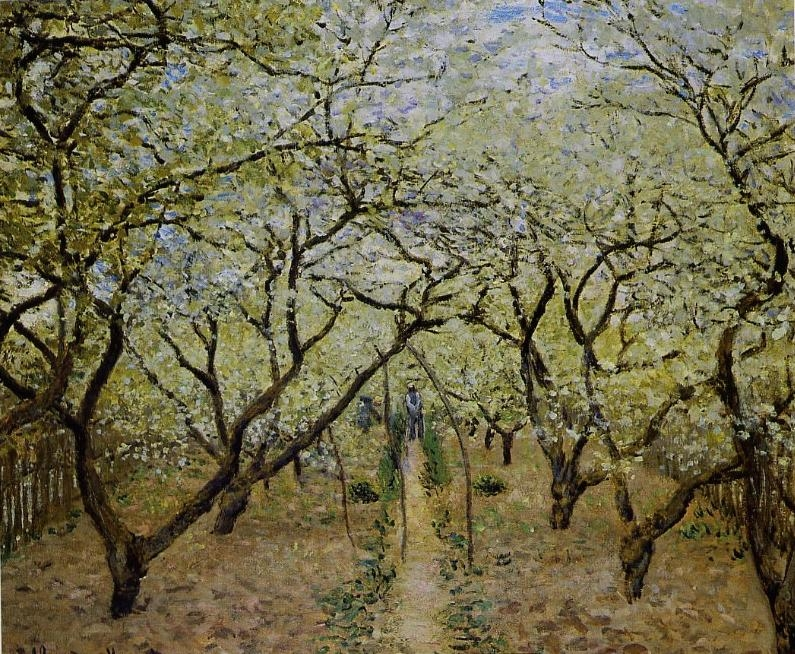
Claude Monet – Jabloňový sad
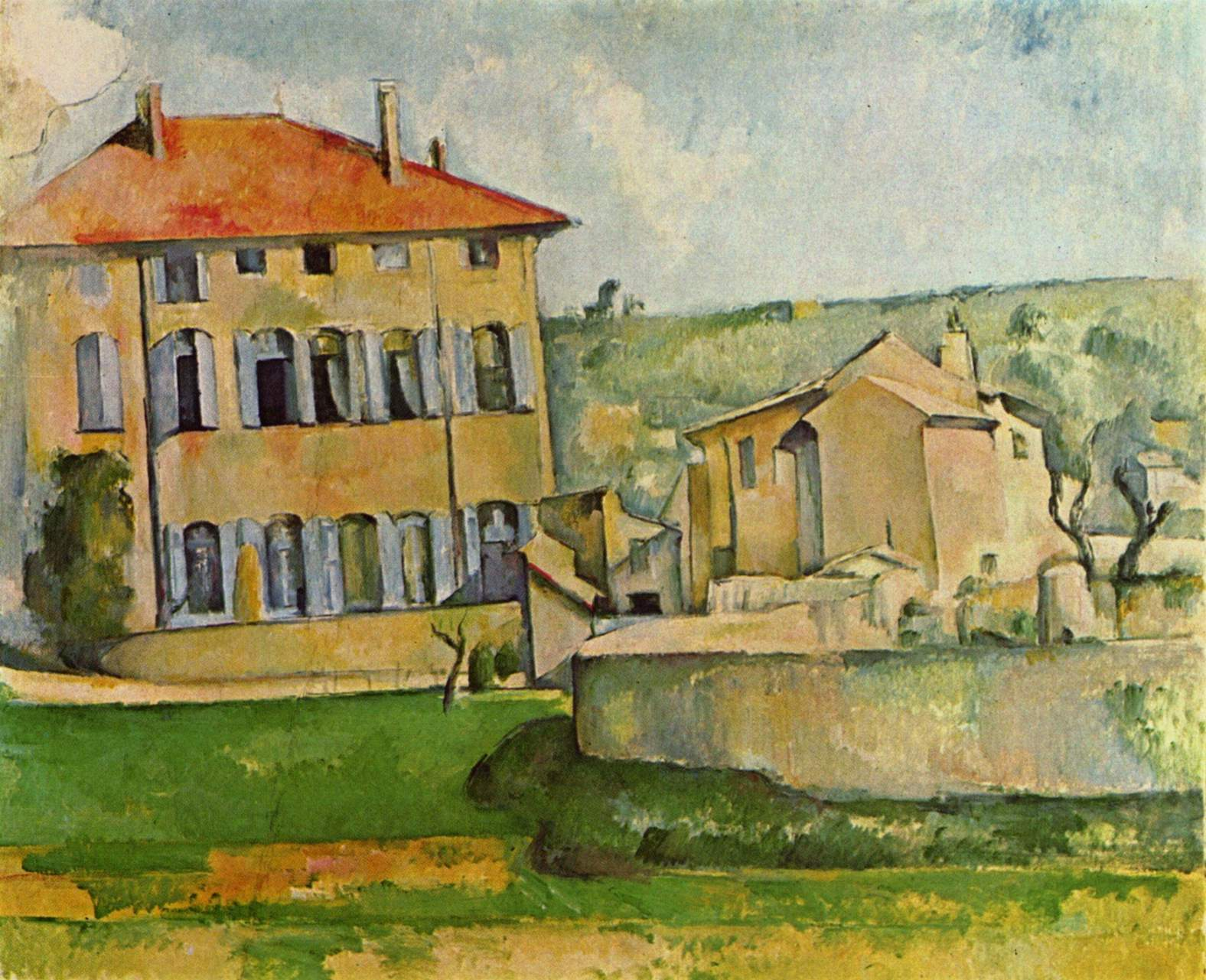
Paul Cézanne – Dům v Aix
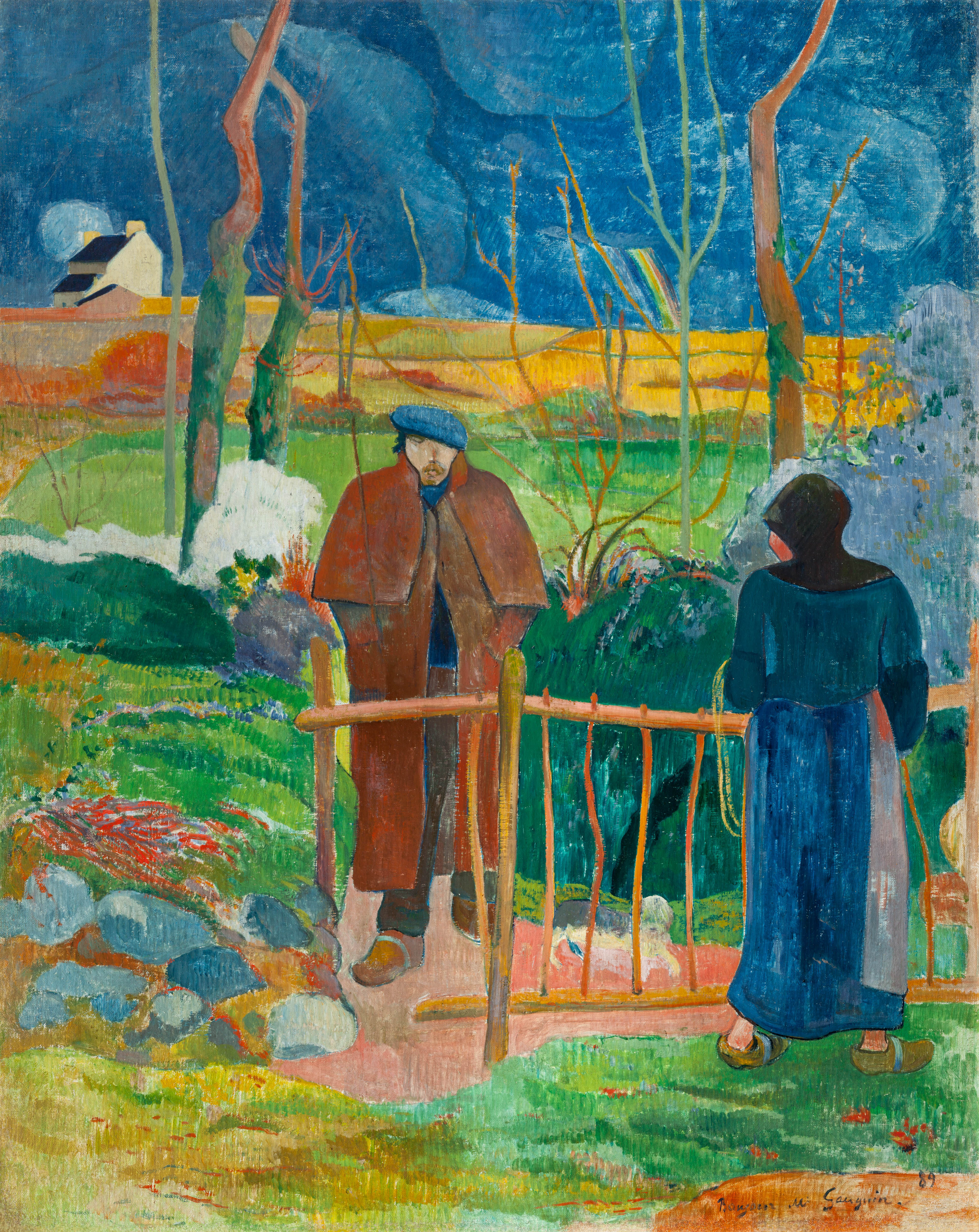
Paul Gauguin – Dobrý den, pane Gauguin
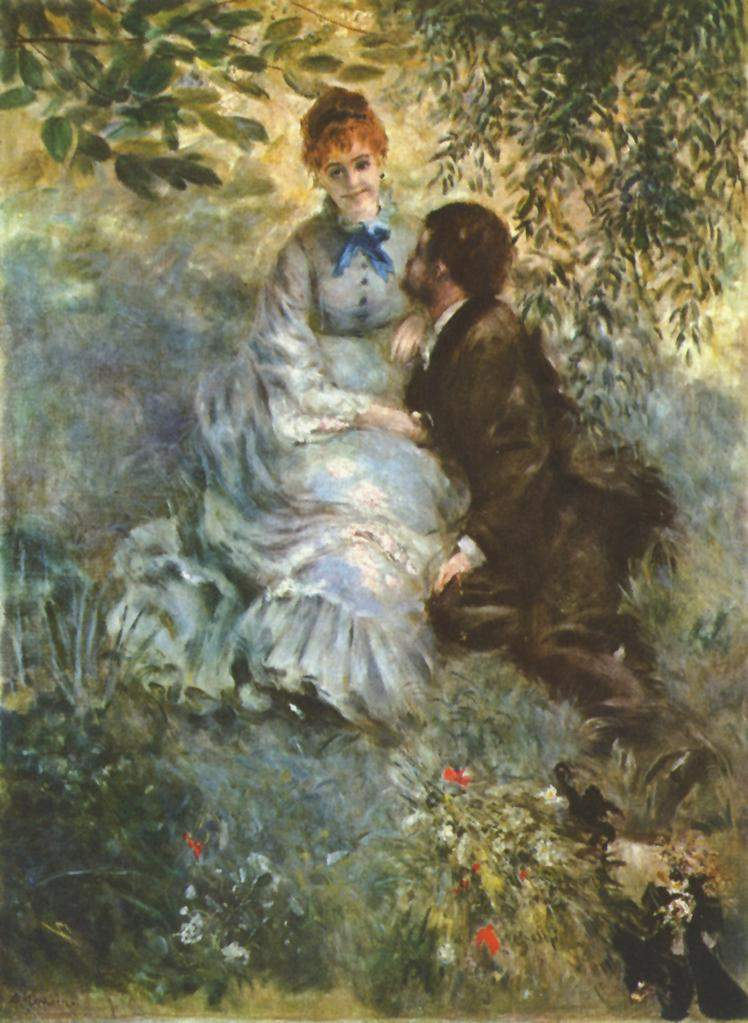
Pierre-Auguste Renoir – Milenci
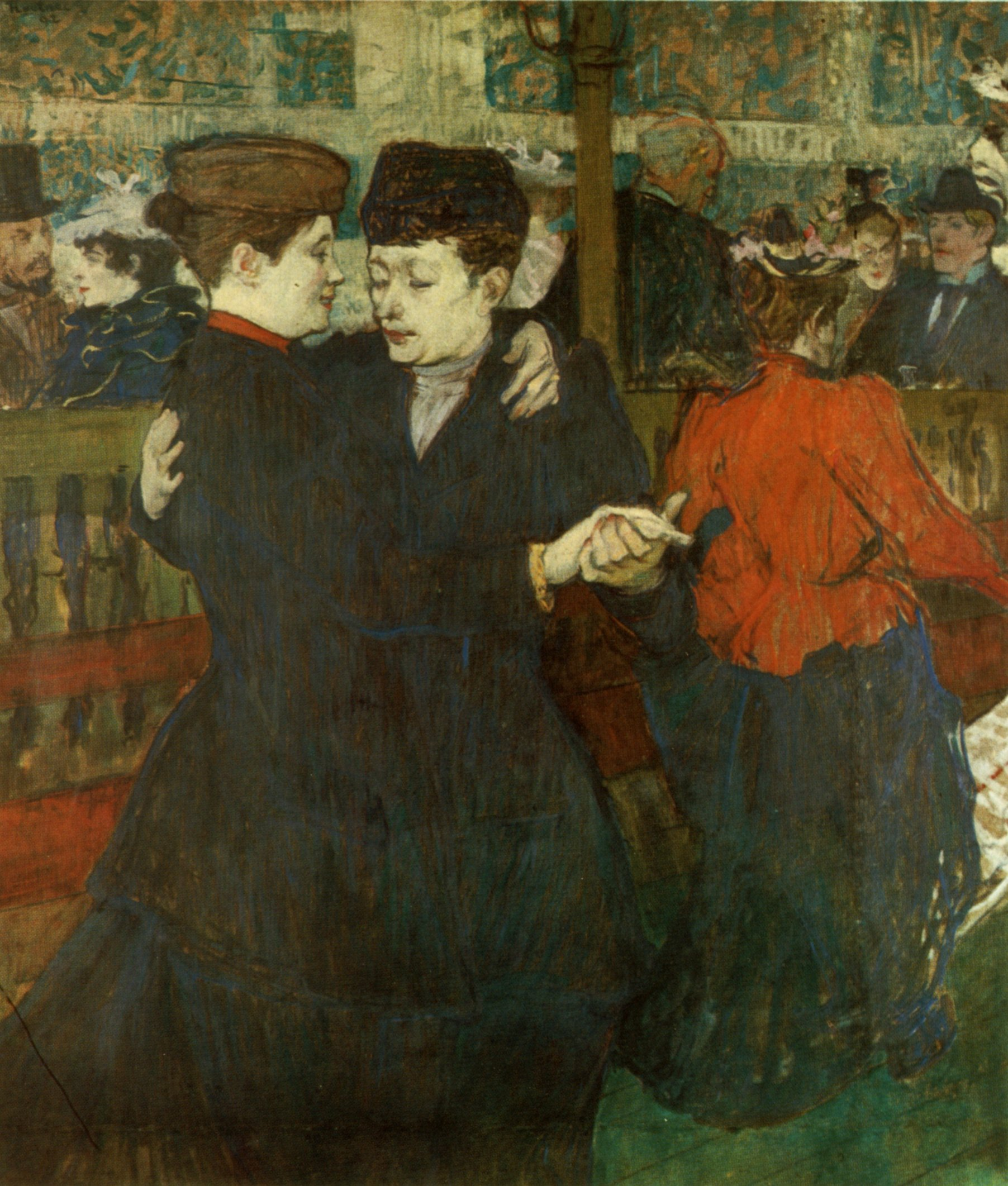
Henri de Toulouse-Lautrec – V Moulin Rouge
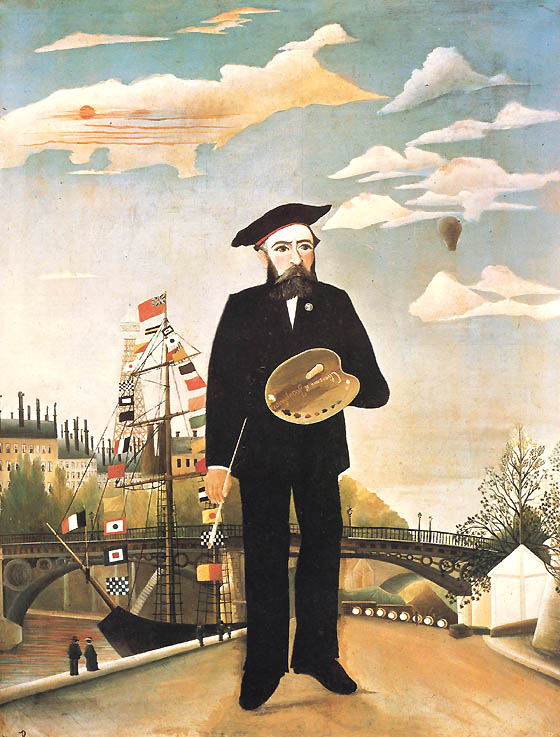
Henri Rousseau – Vlastní podobizna
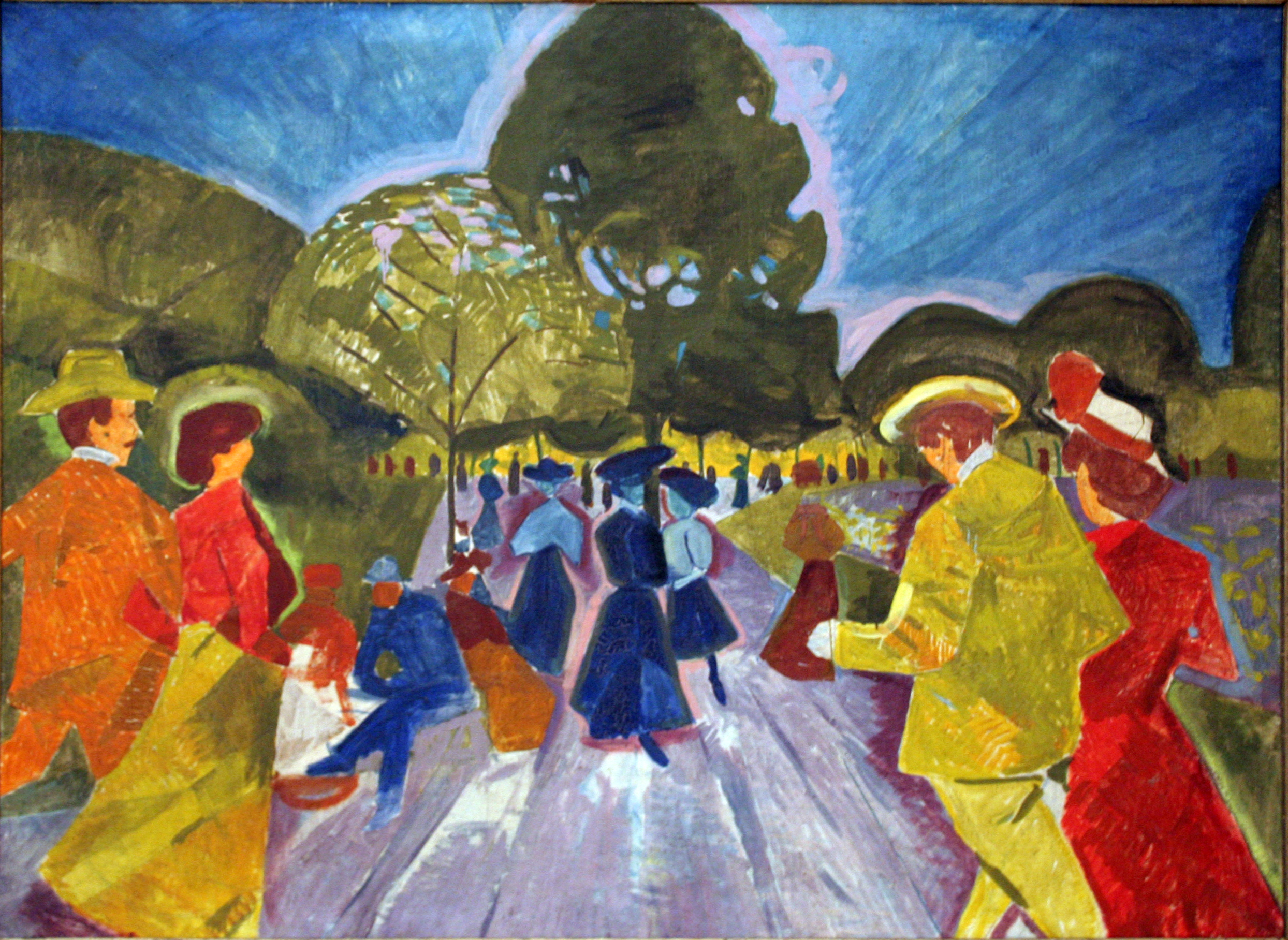
Bohumil Kubišta – Promenáda v Riegerových sadech
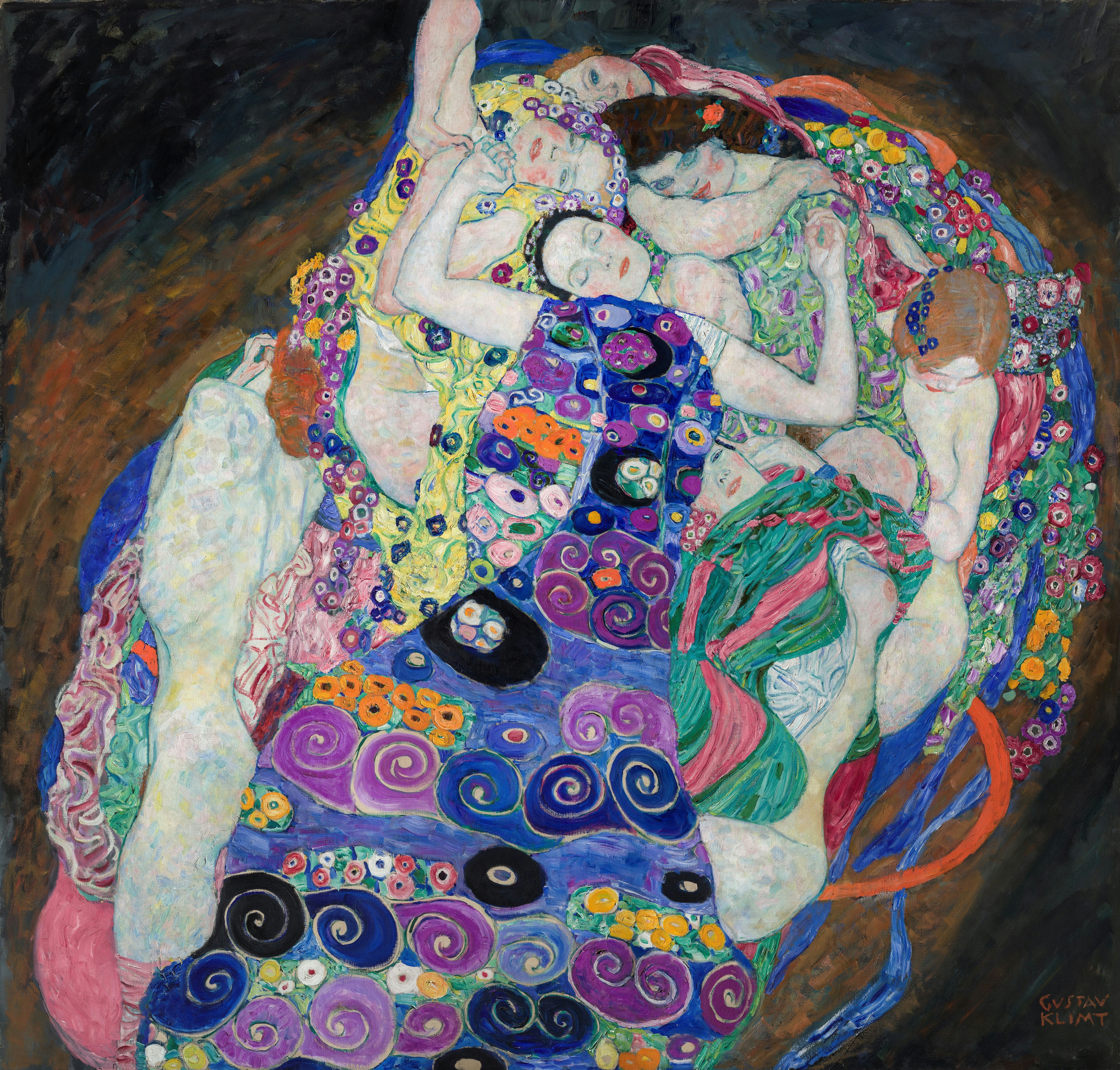
Gustav Klimt – Panny
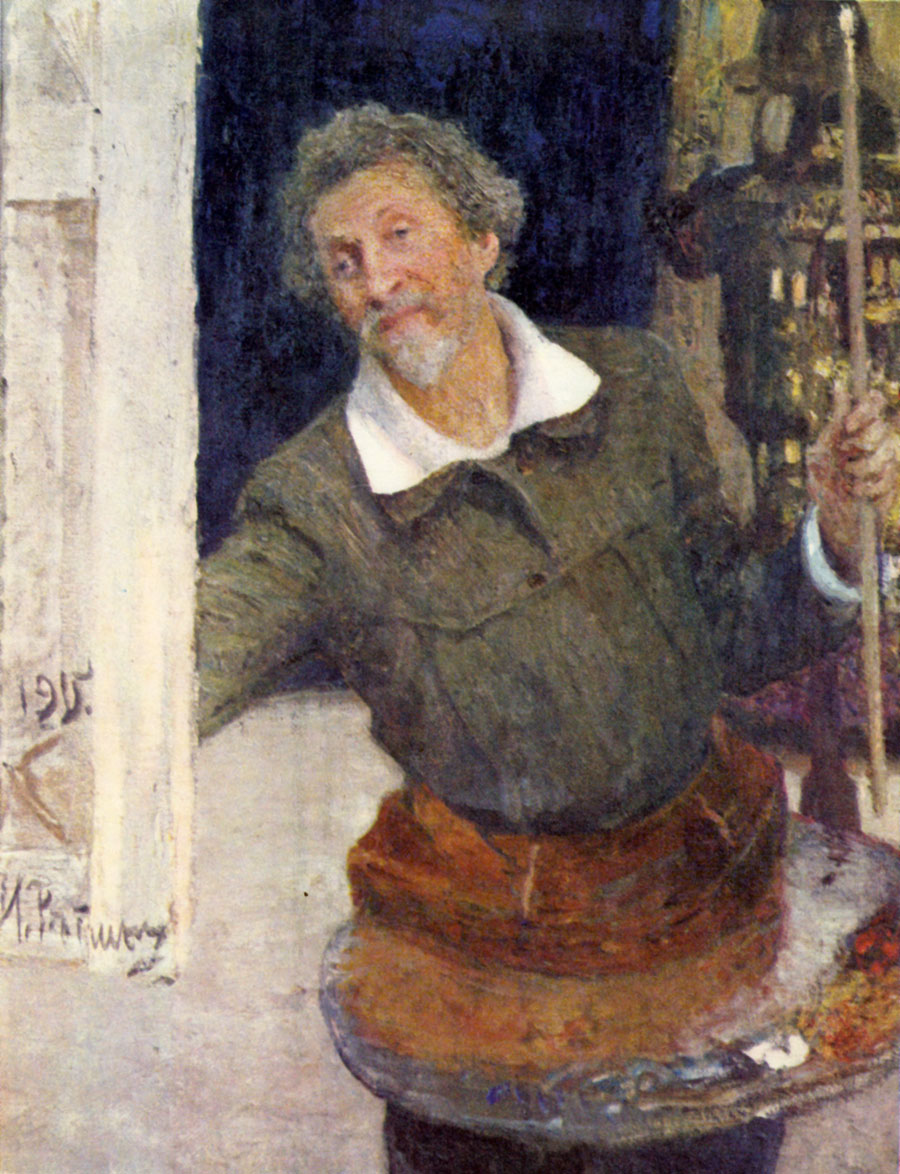
Ilja Repin – Autoportrét
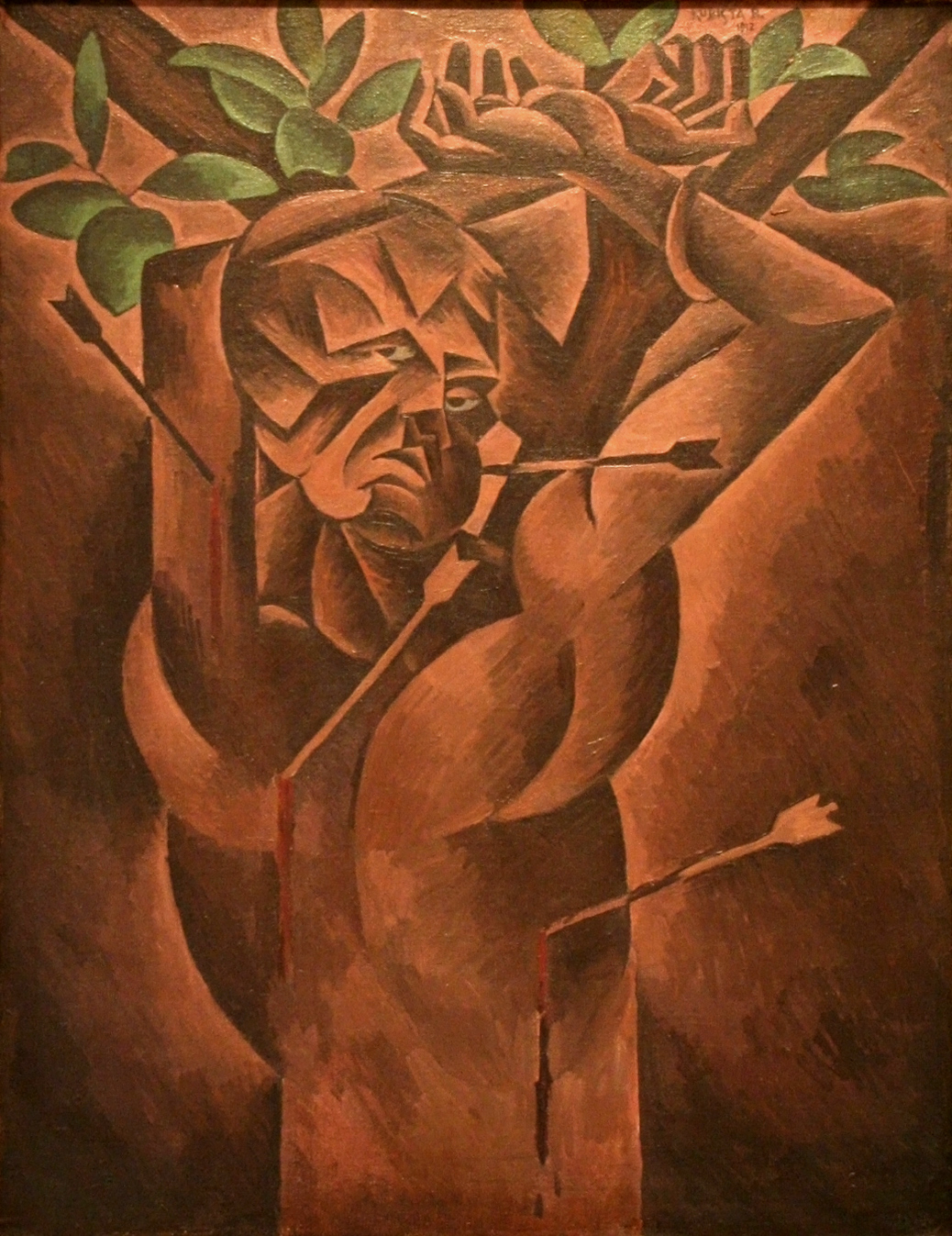
Bohumil Kubišta - Svatý Šebestián
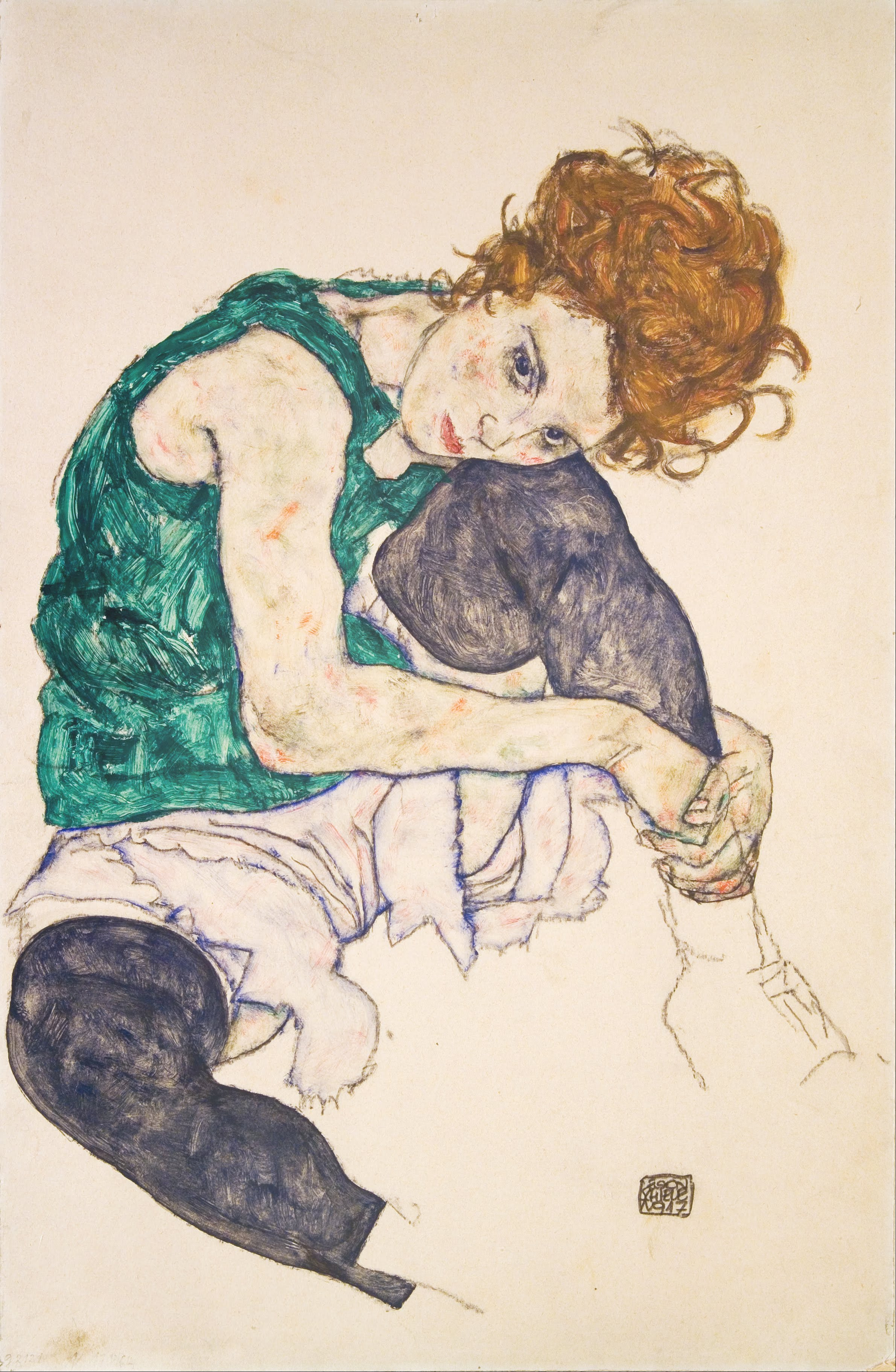
Egon Schiele - Sedící žena s pokrčenými koleny
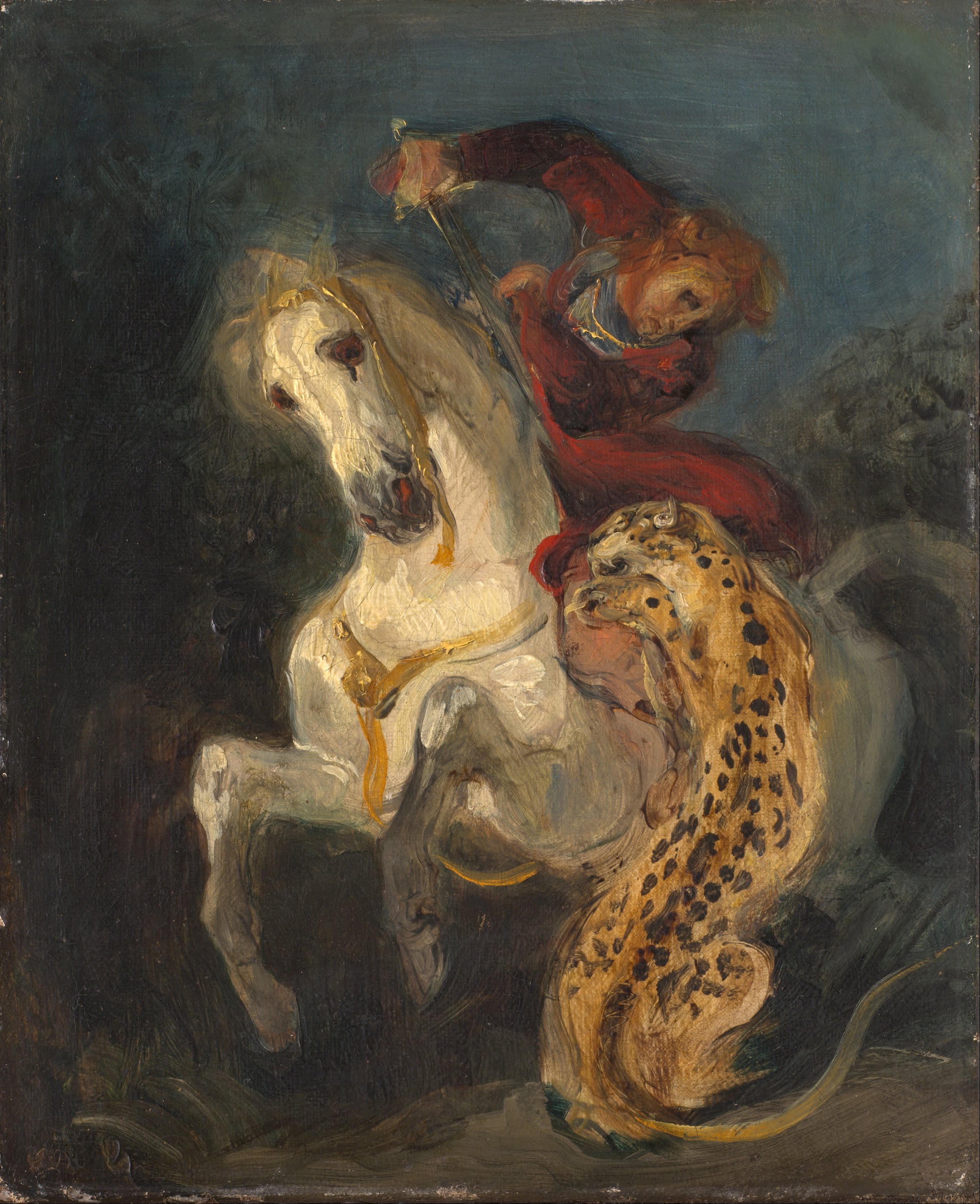
Eugène Delacroix - Jezdec napadený jaguárem
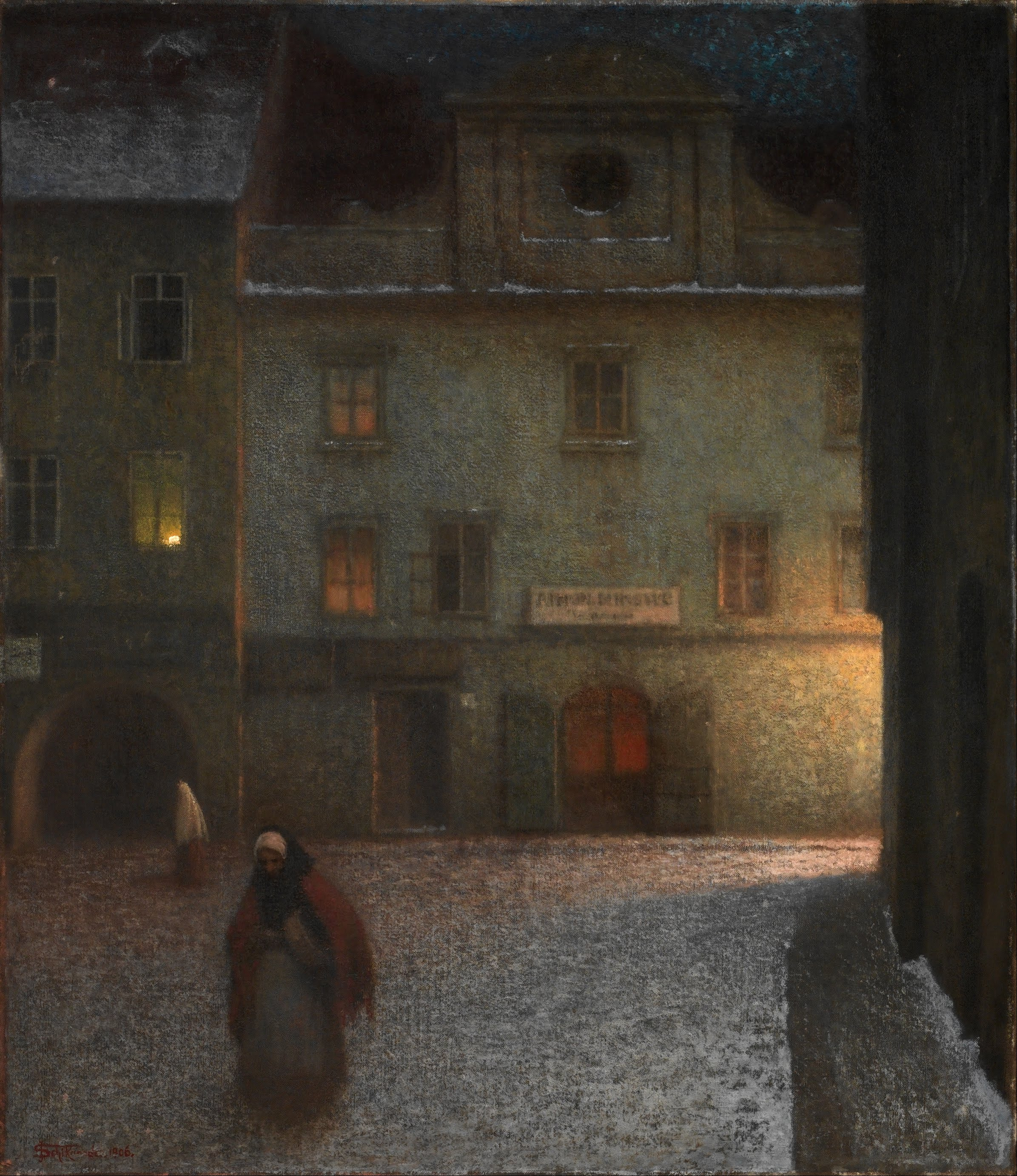
Jakub Schikaneder - Ulice navečer